# 2021년 일본 시리즈
2021년 일본 시리즈(일본어: 2021年の日本シリーズ, 영어: 2021 Japan Series) 또는 SMBC 일본 시리즈 2021(SMBC日本シリーズ2021)은 2021년 11월 20일부터 11월 27일까지 열린 제72회 일본 프로 야구 일본 시리즈 경기이다. 센트럴 리그 클라이맥스 시리즈 우승팀 도쿄 야쿠르트 스왈로스가 총 6차례의 접전을 펼친 끝에 퍼시픽 리그 클라이맥스 시리즈 우승팀 오릭스 버펄로스를 누르고 4승 2패의 성적을 기록, 2001년 이후 20년 만에 6번째 우승을 차지했다.

## 개요
2014년부터 8년 연속으로 NPB 파트너인 미쓰이스미토모 은행을 타이틀 스폰서로서 ‘SMBC 일본 시리즈 2021’(SMBC日本シリーズ2021)이라는 이름으로 개최됐다.
도쿄 야쿠르트 스왈로스는 6년 만에 8번째, 오릭스 버펄로스는 25년 만에 13번째 일본 시리즈 출전이다. 특히 오릭스는 구단 합병 후 처음으로 출전하게 됐다.
센트럴·퍼시픽 양대 리그 우승 팀끼리의 맞대결이 성사된 것은 2년 연속이지만 양대 리그 우승 팀이 동시에 클라이맥스 시리즈에서 우승하여 맞붙게 된 것은 2016년 이래 5년 만이다. 전년도 최하위 팀이 출전하는 것은 2015년 야쿠르트 이래였고, 퍼시픽 리그의 전년도 최하위 팀의 출전은 2001년 오사카 긴테쓰 버펄로스 이래 역대 2번째이다. 이 일본 시리즈에서는 양대 리그 모두 전년도 최하위 팀이 출전하는 역사상 첫 사례였기 때문에 금년도 일본 시리즈의 승자는 동시에 1960년 다이요 웨일스 이후 61년 만이자 역대 2번째인 전년도 최하위 팀으로부터 일본 시리즈 정상에 오르는 팀이 된다.
야쿠르트와 오릭스의 맞대결은 1995년 이후 26년 만이며, 오릭스 전신인 한큐 브레이브스와 야쿠르트가 맞붙은 1978년을 포함해서 통산 세 번째다. 더욱이 야쿠르트는 2001년에 긴테쓰와 맞대결한 적이 있어서 ‘버펄로스’와의 대결은 그 후 20년 만이다. 또한 과거의 대전은 긴테쓰와의 맞대결을 포함해서 모두 야쿠르트의 승리로 끝났다.
간토 지방에 연고지를 두는 구단과 간사이 지방에 연고지를 두는 구단의 일본 시리즈는 2005년 이후 16년 만이며 도쿄도에 연고지를 두는 구단과 오사카부에 연고지를 두는 구단의 맞대결은 2001년 이후 20년 만이다. 그 20년 전의 일본 시리즈에서 상대한 도쿄도 구단은 야쿠르트이고 오사카부 구단은 긴테쓰였다.
야쿠르트 감독 다카쓰 신고, 오릭스 감독 나카지마 사토시는 함께 감독으로서 일본 시리즈에 첫 출전하게 됐지만 1995년 당시 선수로서 출전하였으며, 특히 3차전에서는 연장 10회에 1사 주자 없는 상황에서 마무리 투수와 타자로서 한 차례 맞대결을 벌인 적이 있었다(결과는 볼넷). 더욱이 나카지마는 오릭스의 전신인 한큐 브레이브스 시절 선수로 소속된 인물로는 처음으로 일본 시리즈에서의 감독으로서 지휘봉을 잡게 됐다. 오릭스에 소속된 경험자를 포함해도 2005년 일본 시리즈에서 한신 타이거스를 이끌고 팀을 지휘했던 오카다 아키노부 감독 이후 두 번째다.

### 경기 일정
- 1차전 : 11월 20일(교세라 돔 오사카)
- 2차전 : 11월 21일(교세라 돔 오사카)
- 3차전 : 11월 23일(도쿄 돔)
- 4차전 : 11월 24일(도쿄 돔)
- 5차전 : 11월 25일(도쿄 돔)
- 6차전 : 11월 27일(홋토못토 필드 고베)

※모든 경기를 야간 경기로 개최되며 어느 팀이 4승을 올린 시점에서 일본 시리즈는 종료한다.
※5차전 이전에 취소됐을 경우에는 5차전과 6차전 사이의 이동일은 마련하지 않는다.
※퍼시픽 리그 홈 경기(1·2·6·7차전)에서는 지명 타자 제도를 채택한다.
※전 경기에서 예고 선발은 시행하지 않는다. 일본 시리즈에서의 예고 선발제를 채택하지 않는 것은 2017년 이후 4년 만이다. 다만, 오릭스의 나카지마 감독이 언론 취재시에 스스로 예고 선발과 관련된 발언을 한 적이 있다.
- 1차전의 야마모토 요시노부, 2차전의 미야기 히로야는 경기 전날에 밝혔다.
- 3차전은 “(경기가)비었을 때는 그만두는 게 좋지, 졌을 때도 그만두는 것이 좋겠다”며 예고 선발에 대한 말을 아꼈다.
- 4차전은 ‘내일은 야마자키’와 ‘야마자키(야마자키 소이치로)’와도 ‘야마사키(야마사키 사치야)’라고도 할 수 있는 발음으로 어느 쪽이 던질지는 확실히 하지 않는다(결과적으로 이 날은 야마자키 소이치로가 선발 등판).
- 5차전은 ‘야마(ヤマ)’라고만 단언하여 야마사키 사치야·야마모토 요시노부·야마오카 다이스케·야마다 노부요시 등 누가 될지는 밝히지 않았다.(결과적으로 이 날은 야마사키 사치야가 선발 등판).
- 6차전에서는 5차전 승리 감독 인터뷰를 통해 “야마모토 요시노부로 타이 기록에 가져가고 싶다”라고 전전날임에도 불구하고 확언했다.

#### 개최 구장에 대해
일본 야구 기구에서는 2021년도 일본 프로 야구 정규 시즌이 도쿄 올림픽 개최에 따른 7월 중순부터 한 달 정도 중단하는 것을 전제로 일본 시리즈를 11월 13일에 개최하는 것으로 정규 시즌 개막을 앞둔 시점에 미리 계획을 세웠다. 코로나19 감염 확산의 영향으로 전년도(2020년)에 취소됐던 센트럴 리그 클라이맥스 시리즈를 재개하는 것과, 전년도에 파이널 스테이지만으로 치러졌던 퍼시픽 리그의 클라이맥스 시리즈를 2스테이지 방식으로 복귀하는 것으로 결정했다.
하지만 정규 시즌이 개막하자마자 코로나19 감염이 일부 구단내에서 확진자가 발생하게 되자, 해당 구단의 정규 시즌 연기 및 우천으로 인한 정규 시즌 취소도 잇따르면서 정규 시즌 일정 소화가 예정보다 늦어졌다. 위에서 언급한 일부 구단의 코로나19 감염 확산을 놓고 일본 야구 기구에서는 리그가 중단되는 와중인 7월 21일에 구단주 회의를 소집했다. 그 결과, 일본 시리즈와 클라이맥스 시리즈 개최 기간을 당초 계획에서 1주일 연기하기로 결정했다.
실제로 야쿠르트와 오릭스가 일본 시리즈에 진출하게 됐지만 양 구단의 연고지를 두고 있는 홈구장이 다른 행사와 겹쳐져 있는 관계로 3차전 이후 경기에 사용할 수 없기 때문에 해당 경기에서는 일본 시리즈 진출을 결정짓기 전부터 아래와 같이 대응하는 것으로 정해져 있었다.
- 야쿠르트 홈구장인 메이지 진구 야구장[주 11]에서는 일본 시리즈 1 ~ 5차전 기간 중(11월 20일 ~ 25일)에 제52회 메이지 진구 야구 대회가 개최되는 관계로 센트럴 리그측 홈 경기(3 ~ 5차전)에서는 도쿄 돔을 사용한다.[11] 야쿠르트가 일본 시리즈에서 연고지가 아닌 홈 구장을 사용한 사례는 1978년 도쿄 6대학 야구 추계 리그전과 겹쳐져 센트럴 리그측 홈 경기(1, 2, 6, 7차전)를 고라쿠엔 구장(요미우리 자이언츠의 예전 홈구장, 스왈로스 자체도 1952-63년 사이에 등기상의 홈구장으로 사용)에서 개최한 이후 43년 만이다.[주 12] 또한 메이지 진구 야구 대회가 종료된 후인 6차전(및 실시되고 있었을 경우 7차전)에는 진구 구장에서 야쿠르트 팬 클럽 ‘Swallows CREW’ 회원 5,000명을 입장하는 퍼블릭 뷰잉을 가졌다.[12]
- 오릭스 홈구장인 교세라 돔 오사카에서는 퍼시픽 리그측 홈 경기이기 때문에 1차전과 2차전에서 사용하기로 결정했다. 단, 6차전과 7차전 발생 가능성이 있는 11월 27일과 28일이 AAA 돔 투어 오사카 공연(26 ~ 28일) 일정과 겹쳐져 있어서 해당 경기가 발생할 경우에는 홋토못토 필드 고베(오릭스 버펄로스의 전신인 오릭스 블루웨이브 시절의 홈구장으로 ‘그린 스타디움 고베’ 시절인 1995년, 1996년 일본 시리즈에서도 사용)에서 개최하기로 결정했다.[11][13] 단, 우천 중지로 인한 순연때문에 결과적으로 11월 29일 이후에 6·7차전이 순연한 경우에도 홋토못토 필드 고베를 사용하지만 7차전까지 승부가 나지 않고 8차전 이후가 필요하다면 교세라 돔 오사카를 사용하도록 규정돼 있었다.

교세라 돔 오사카에서의 일본 시리즈 개최는 명의상 구장명이 ‘오사카 돔’ 시절이던 2001년(당시 홈구장으로 사용하고 있던 오사카 긴테쓰 버펄로스가 출전한 시리즈)과 2020년에 이어 세 번째다. 2020년 일본 시리즈에서는 센트럴 리그에서 요미우리 자이언츠가 출전했지만 홈구장인 도쿄 돔이 제91회 도시 대항 야구 대회가 개최되는 사정으로 인해 도쿄 돔을 사용할 수 없는 것에 따른 특례 조치로 센트럴 리그측 홈 경기(실제론 1차전·2차전)를 교세라 돔 오사카에서 개최된 바 있다.
금년도 일본 시리즈 승부가 6차전 이후까지 미뤄지게 됐으므로 6개 구장에서 개최된 1950년의 쇼치쿠 대 마이니치(진구, 고라쿠엔, 고시엔, 니시노미야, 주니치, 오사카)와 1953년의 요미우리 대 난카이(오사카, 고라쿠엔, 고시엔), 1962년의 도에이 대 한신(고시엔, 진구, 고라쿠엔)에 이어 59년 만에 역대 4번째로 3개 이상의 구장을 사용하는 한편, 68년 만이자 역대 3번째에 해당되는 개최지가 3개 도부현 이상으로 분산 개최된 일본 시리즈가 됐다. 더 나아가 원래의 전용 구장에서의 변경은 전년도(2020년) 요미우리(도쿄 돔→교세라 돔 오사카)에 이은 조치이지만 쌍방의 전용 구장에서의 변경은 처음이다.
또한 요미우리가 전년도에 이어 일본 시리즈에 진출했을 경우에는 센트럴 리그측 홈 경기를 도쿄 돔에서 개최하는 것으로 정해져 있었다. 전년도와는 달리 도시 대항 야구 대회(92회 대회)가 5차전 종료 후(11월 28일 이후) 편성에 따른 것이지만 실제로 요미우리가 그 해 클라이맥스 시리즈 파이널 스테이지에서 탈락했기 때문에 도쿄 돔에서의 일본 시리즈 개최는 무산됐다.
퍼시픽 리그측 홈 경기에 대해서는 사이타마 세이부 라이온스가 일본 시리즈에 진출했을 경우에도 6·7차전 구장으로 후쿠오카 PayPay 돔을 사용할 가능성이 있었다. 세이부의 홈구장인 메트라이프 돔에서 11월 27일·28일에 ‘노래의☆왕자님♪’ 라이브 이벤트와 겹쳐진 것과 니시테쓰·다이헤이요 클럽·크라운라이터 시절에 후쿠오카현을 연고지로 삼은 것에 의한 것이지만, 세이부가 자력으로 클라이맥스 시리즈 진출 가능성이 10월 13일부로 사라진 것에 의해서 일본 시리즈에서의 메트라이프 돔을 사용하지 않는 것으로 결정됐다.

#### 개최 구장 입장에 관한 조치
1차전(교세라 돔 오사카)과 3차전(도쿄 돔)에서는 일본 정부가 2020년부터 코로나19 감염 확산 방지를 위한 대책으로 대규모 이벤트의 입장자 총원(수용 인원수)을 제한해왔던 것에 대해 기술 실증을 구장내에서 실시한다. 일부 관전 구역을 ‘백신·검사 패키지’ 기술 실증 대상으로 지정함과 동시에 ‘백신·검사 패키지’ 대상자를 위한 출입구 및 대상 구역 내 좌석 지정권(티켓) 요금을 다른 관전 구역과 별도로 설정하고, 양 구장의 수용 인원 상한선을 완화했다.
1차전·3차전 개최시에는 ‘백신·검사 패키지’ 대상 구역 내의 티켓 가격을, 동등한 구역의 일반 발매를 위한 티켓보다 저렴하게 설정한다. 전자의 티켓 구입 후 12세 이상 입장자에게는 코로나19 백신 2회 접종 완료일로부터 2주 이상 경과(또는 방문일로부터 72시간 이내에 진단받은 PCR 검사에서 음성 판정)를 증명 가능한 문서의 원본(또는 복사본)과 입장자 본인의 신원을 증명할 수 있는 문서 원본(본인 확인증)을 ‘백신·검사 패키지’ 대상자 전용 출입구에서 제시하는 것과 입장자 등록을 전용 홈페이지에서 완료한 후에 추적 조사(개최일로부터 14일 이내에 질문표가 등록된 메일 주소로 송신되는 사후 설문 조사)에 협력해줄 것 등의 조건으로 입장을 허용하고 있었다. ‘백신·검사 패키지’ 대상 지역내 티켓을 구입한 상태에서(일본 후생노동성이 코로나19 백신 접종 대상에서 제외) 12세 미만의 입장자에 대해서는 상기의 모든 조건을 갖춘 12세 이상의 입장자가 동반하더라도 ‘백신·검사 패키지’ 대상자 전용 출입구에서 본인 확인증 제시를 요구했다.
1차전, 3차전 이외의 경기 개최 시에는 위에서 말한 대규모 이벤트의 입장 제한 조치를 감안하여 개최 구장의 입장객 수용률을 정원 50%까지로 제한하고 있었다.

### 특별 규정
금년도에 한해서 특별 규정에 따라 정규 시즌 및 클라이맥스 시리즈에서 채택되지 않았던 연장전을 실시하여, 7차전까지는 연장전을 최대 12회까지로 한다. 8차전 이후에는 기본적으로 연장전 횟수 제한은 없지만 지배하 선수의 참가 보수 기간의 마지막 날인 11월 30일까지 대회가 종료될 수 있도록 11월 29일까지의 시점에서 우승이 결정되지 않는 경우에 한해 아래의 특별 규정을 적용한다. 더욱이 6차전에서 야쿠르트의 우승이 결정됐기 때문에 특별 규정은 적용되지 않았다.
1. 양팀의 승수가 나란히 동률일 경우에는 연장전은 이닝 무제한으로 한다.
2. 양팀의 승수가 1승 차이가 날 경우엔 연장전은 12회까지로 하며 이 경기에서 승수가 같을 경우에는 타이브레이크 방식에 의한 ‘우승 결정전’을 개최해 우승 팀을 가린다.
  1. 정규 이닝이 끝난 후 20분간 휴식을 한 후 새로이 출전 선수 등록과 타순표를 제출해야 한다.
  2. 선공·후공은 11월 30일에 실시하는 경기대로 한다.
  3. 지명 타자를 적용한다.
  4. 무사 1, 2루에서 출발한다.
  5. 이닝 무제한으로 하여 승패가 결정될 때까지 실시한다.
  6. 타이브레이크의 개인 기록은 공식 기록에 반영되지 않는다.
3. 우천 취소 등에 의해 순연이 발생한 경우 1, 2차전이 취소됐을 경우엔 그 구장에서 순연 후 이동일을 하루 끼고 3차전을 치르지만 5, 6차전 사이의 이동일은 원칙적으로 정하지 않는다. 단, 양 팀간에 당일 이동이 어려울 경우 5, 6차전 사이의 이동일을 포함하여 모두 하루씩 순연한다. 7차전에서 승부가 나지 않아 8차전을 치르게 될 경우에는 다음 날 교세라 돔 오사카에서 8차전을 치르고 그래도 승부가 나지 않아 9차전도 필요한 경우에는 또 그 다음날 센트럴 리그 진출 팀의 주관 경기(후공)로 취급하여 같은 교세라 돔 오사카에서 개최한다.[17]
4. 또 11월 30일에 어느 쪽도 4승을 채우지 못한 경우에도 다음과 같이 우승팀을 가릴 수 있다.
  1. 11월 29일에 개최할 경우의 조건
    1. 11월 28일 종료시에 승수가 같거나 또는 1승 차이일 경우
    2. 11월 28일 종료시에 승수가 2승 차이이며, 29일 이후 두 경기에서 승수가 동률이 될 가능성이 있는 경우

  2. 11월 30일에 개최할 경우의 조건
    1. 11월 29일 종료시에 승수가 같을 경우
    2. 11월 29일 종료시에 승수가 1승 차이이며, 30일 경기에서 승수가 나란히 동률이 될 가능성이 있는 경우
5. 승수가 2승차 이상이고, 또한 11월 30일 이전의 경기를 해도 한쪽 팀의 승수에 미달하는 경우엔 그 시점에서 4승을 거두지 않았어도 거기서 대회를 중단하고, 그 시점에서 승수가 많은 팀을 우승 팀으로 한다.
6. 또한 대회 기간 중에 코로나19 대책으로 일본 시리즈 속행이 불가능해진 경우, 그리고 11월 30일의 경기가 우천 등으로 의해 취소되면서 속행이 불가능해진 경우(이 경우에도 12월 1일 이후에는 순연하지 않음)에는 ‘야구 협약 일본 선수권 시리즈 경기 규정 제8조’를 적용해 대회를 중단하고, 이 경우에도 대회 종료시 승수가 많은 팀을 우승으로 간주하되 승리가 같을 경우에는 TQB율(득실차율=(공격 한 이닝당 득점)-(수비 한 이닝당 실점))을 참고해가며 TQB율이 우수한 팀을 우승팀으로 간주한다.

### 개최 구장
| 도쿄 야쿠르트 스왈로스                    | 오릭스 버펄로스     | 오릭스 버펄로스     |
| ----------------------------------------- | ------------------- | ------------------- |
| 도쿄 돔                                   | 교세라 돔 오사카    | 홋토못토 필드 고베  |
| 수용 인원: 46,000명                       | 수용 인원: 36,146명 | 수용 인원: 35,000명 |
|                                           |                     |                     |
| 도쿄 돔교세라 돔 오사카홋토못토 필드 고베 |                     |                     |

### 개시 시간
전 경기 18:00에 시작한다.

### 클라이맥스 시리즈경기 결과
|  | 클라이맥스 시리즈 1st            | 클라이맥스 시리즈 1st |                                                           |      | 클라이맥스 시리즈 파이널           | 클라이맥스 시리즈 파이널 |                             |        | 일본 시리즈 | 일본 시리즈 |
|  |                                  |                       |                                                           |      |                                    |                          |                             |        |             |             |
|  |                                  |                       |                                                           |      |                                    |                          |                             |        |             |             |
|  |                                  |                       |                                                           |      |                                    |                          |                             |        |             |             |
|  |                                  |                       |                                                           |      |                                    |                          |                             |        |             |             |
|  |                                  |                       | (6전 4선승제〈어드밴티지 1승을 포함〉) 메이지 진구 야구장 |      |                                    |                          |                             |        |             |             |
|  |                                  |                       |                                                           |      |                                    |                          |                             |        |             |             |
|  | 도쿄 야쿠르트 스왈로스(CL 우승)  | ☆○○△                  |                                                           |      |                                    |                          |                             |        |             |             |
|  | 도쿄 야쿠르트 스왈로스(CL 우승)  | ☆○○△                  | (3전 2선승제) 한신 고시엔 구장                            |      |                                    |                          |                             |        |             |             |
|  |                                  |                       | 요미우리 자이언츠                                         | ★●●△ |                                    |                          |                             |        |             |             |
|  | 한신 타이거스(CL 2위)            | ●●                    | 요미우리 자이언츠                                         | ★●●△ |                                    |                          |                             |        |             |             |
|  | 한신 타이거스(CL 2위)            | ●●                    | (7전 4선승제) 교세라 돔 오사카 도쿄 돔 홋토못토 필드 고베 |      |                                    |                          |                             |        |             |             |
|  | 요미우리 자이언츠(CL 3위)        | ○○                    |                                                           |      |                                    |                          |                             |        |             |             |
|  | 요미우리 자이언츠(CL 3위)        | ○○                    |                                                           |      | 도쿄 야쿠르트 스왈로스(CL CS 우승) | ●○○○●○                   |                             |        |             |             |
|  |                                  |                       |                                                           |      | 도쿄 야쿠르트 스왈로스(CL CS 우승) | ●○○○●○                   |                             |        |             |             |
|  |                                  |                       |                                                           |      |                                    |                          | 오릭스 버펄로스(PL CS 우승) | ○●●●○● |             |             |
|  |                                  |                       |                                                           |      |                                    |                          | 오릭스 버펄로스(PL CS 우승) | ○●●●○● |             |             |
|  |                                  |                       | (6전 4선승제〈어드밴티지 1승을 포함〉) 교세라 돔 오사카   |      |                                    |                          |                             |        |             |             |
|  |                                  |                       |                                                           |      |                                    |                          |                             |        |             |             |
|  | 오릭스 버펄로스(PL 우승)         | ☆○○△                  |                                                           |      |                                    |                          |                             |        |             |             |
|  | 오릭스 버펄로스(PL 우승)         | ☆○○△                  | (3전 2선승제) ZOZO 마린 스타디움                          |      |                                    |                          |                             |        |             |             |
|  |                                  |                       | 지바 롯데 마린스                                          | ★●●△ |                                    |                          |                             |        |             |             |
|  | 지바 롯데 마린스(PL 2위)         | ○△                    | 지바 롯데 마린스                                          | ★●●△ |                                    |                          |                             |        |             |             |
|  | 지바 롯데 마린스(PL 2위)         | ○△                    |                                                           |      |                                    |                          |                             |        |             |             |
|  | 도호쿠 라쿠텐 골든이글스(PL 3위) | ●△                    |                                                           |      |                                    |                          |                             |        |             |             |
|  | 도호쿠 라쿠텐 골든이글스(PL 3위) | ●△                    |                                                           |      |                                    |                          |                             |        |             |             |

☆·★=클라이맥스 시리즈·파이널의 어드밴티지 1승 1패분

## 출장자 명단
| 오릭스 버펄로스 | 오릭스 버펄로스 | 오릭스 버펄로스                   | 오릭스 버펄로스 | 오릭스 버펄로스 |
| 직책            | 등번호          | 성명                              | 투              | 타              |
| --------------- | --------------- | --------------------------------- | --------------- | --------------- |
| 감독            | 78              | 나카지마 사토시                   | -               | -               |
| 코치            | 88              | 미즈모토 가쓰미(수석 코치)        | -               | -               |
| 코치            | 73              | 다카야마 이쿠오(투수)             | -               | -               |
| 코치            | 26              | 노미 아쓰시(투수)                 | -               | -               |
| 코치            | 77              | 소요기 에이신(타격)               | -               | -               |
| 코치            | 79              | 쓰지 류타로(타격)                 | -               | -               |
| 코치            | 76              | 가자오카 나오유키(내야 수비·주루) | -               | -               |
| 코치            | 81              | 다구치 소(외야 수비·주루)         | -               | -               |
| 코치            | 87              | 사이토 도시오(배터리)             | -               | -               |
| 투수            | 11              | 야마사키 사치야                   | 좌              | 좌              |
| 투수            | 13              | 미야기 히로야                     | 좌              | 좌              |
| 투수            | 16              | 히라노 요시히사                   | 우              | 우              |
| 투수            | 17              | 마스이 히로토시                   | 우              | 우              |
| 투수            | 18              | 야마모토 요시노부                 | 우              | 우              |
| 투수            | 19              | 야마오카 다이스케                 | 우              | 좌              |
| 투수            | 21              | 다케야스 다이치                   | 우              | 우              |
| 투수            | 26              | 노미 아쓰시                       | 좌              | 좌              |
| 투수            | 28              | 도미야마 료가                     | 좌              | 좌              |
| 투수            | 29              | 다지마 다이키                     | 좌              | 좌              |
| 투수            | 30              | K-스즈키                          | 우              | 우              |
| 투수            | 35              | 히가 모토키                       | 우              | 우              |
| 투수            | 47              | 가이다 도모유키                   | 좌              | 좌              |
| 투수            | 52              | T. 히긴스                         | 우              | 우              |
| 투수            | 56              | G. 스파크먼                       | 우              | 우              |
| 투수            | 57              | 야마다 노부요시                   | 좌              | 좌              |
| 투수            | 59              | C. 바르가스                       | 우              | 우              |
| 투수            | 63              | 야마자키 소이치로                 | 우              | 우              |
| 투수            | 66              | 요시다 료                         | 우              | 우              |
| 포수            | 2               | 와카쓰키 겐야                     | 우              | 우              |
| 포수            | 23              | 후시미 도라이                     | 우              | 우              |
| 포수            | 33              | 마쓰이 마사토                     | 우              | 좌              |
| 포수            | 44              | 돈구 유마                         | 우              | 우              |
| 내야수          | 3               | 아다치 료이치                     | 우              | 우              |
| 내야수          | 4               | 후쿠다 슈헤이                     | 우              | 좌              |
| 내야수          | 5               | 니시노 마사히로                   | 우              | 좌              |
| 내야수          | 24              | 구레바야시 고타로                 | 우              | 우              |
| 내야수          | 31              | 오타 료                           | 우              | 우              |
| 내야수          | 36              | 야마아시 다쓰야                   | 우              | 우              |
| 내야수          | 40              | 오시타 세이이치로                 | 우              | 우              |
| 내야수          | 42              | R. 라벨로                         | 우              | 우              |
| 외야수          | 1               | S. 모야                           | 우              | 좌              |
| 외야수          | 6               | 무네 유마                         | 우              | 좌              |
| 외야수          | 8               | 고토 슌타                         | 우              | 좌              |
| 외야수          | 10              | A. 존스                           | 우              | 우              |
| 외야수          | 34              | 요시다 마사타카                   | 우              | 좌              |
| 외야수          | 41              | 사노 고다이                       | 우              | 양              |
| 외야수          | 50              | 오다 유야                         | 우              | 좌              |
| 외야수          | 55              | T-오카다                          | 우              | 좌              |
| 외야수          | 99              | 스기모토 유타로                   | 우              | 우              |

| 도쿄 야쿠르트 스왈로스 | 도쿄 야쿠르트 스왈로스 | 도쿄 야쿠르트 스왈로스          | 도쿄 야쿠르트 스왈로스 | 도쿄 야쿠르트 스왈로스 |
| 직책                   | 등번호                 | 성명                            | 투                     | 타                     |
| ---------------------- | ---------------------- | ------------------------------- | ---------------------- | ---------------------- |
| 감독                   | 22                     | 다카쓰 신고                     | -                      | -                      |
| 코치                   | 76                     | 미야데 류지(수석 코치)          | -                      | -                      |
| 코치                   | 89                     | 이토 도모히토(투수)             | -                      | -                      |
| 코치                   | 98                     | 이시이 히로토시(투수)           | -                      | -                      |
| 코치                   | 74                     | 스기무라 시게루(타격)           | -                      | -                      |
| 코치                   | 82                     | 마쓰모토 유이치(타격)           | -                      | -                      |
| 코치                   | 75                     | 모리오카 료스케(내야 수비·주루) | -                      | -                      |
| 코치                   | 73                     | 후쿠치 가즈키(외야 수비·주루)   | -                      | -                      |
| 코치                   | 83                     | 기누가와 아쓰시(배터리)         | -                      | -                      |
| 투수                   | 11                     | 오쿠가와 야스노부               | 우                     | 우                     |
| 투수                   | 12                     | 이시야마 다이치                 | 우                     | 우                     |
| 투수                   | 14                     | 다카나시 히로토시               | 우                     | 우                     |
| 투수                   | 16                     | 하라 주리                       | 우                     | 우                     |
| 투수                   | 17                     | 시미즈 노보루                   | 우                     | 좌                     |
| 투수                   | 19                     | 이시카와 마사노리               | 좌                     | 좌                     |
| 투수                   | 24                     | 호시 도모야                     | 우                     | 우                     |
| 투수                   | 26                     | 사카모토 고시로                 | 좌                     | 좌                     |
| 투수                   | 29                     | 오가와 야스히로                 | 우                     | 우                     |
| 투수                   | 34                     | 다구치 가즈토                   | 좌                     | 좌                     |
| 투수                   | 37                     | S. 맥고프                       | 우                     | 우                     |
| 투수                   | 43                     | A. 수아레즈                     | 우                     | 우                     |
| 투수                   | 44                     | 오니시 히로키                   | 우                     | 우                     |
| 투수                   | 47                     | 다카하시 게이지                 | 좌                     | 좌                     |
| 투수                   | 48                     | 가나쿠보 유토                   | 우                     | 좌                     |
| 투수                   | 64                     | 오시타 유마                     | 우                     | 좌                     |
| 투수                   | 69                     | 곤노 류타                       | 우                     | 우                     |
| 포수                   | 2                      | 나카무라 유헤이                 | 우                     | 우                     |
| 포수                   | 30                     | 니시다 아키히사                 | 우                     | 우                     |
| 포수                   | 45                     | 시마 모토히로                   | 우                     | 우                     |
| 포수                   | 57                     | 고가 유다이                     | 우                     | 우                     |
| 내야수                 | 1                      | 야마다 데쓰토                   | 우                     | 우                     |
| 내야수                 | 3                      | 니시우라 나오미치               | 우                     | 우                     |
| 내야수                 | 5                      | 가와바타 신고                   | 우                     | 좌                     |
| 내야수                 | 6                      | 모토야마 히유                   | 우                     | 좌                     |
| 내야수                 | 7                      | 우치카와 세이이치               | 우                     | 우                     |
| 내야수                 | 10                     | 아라키 다카히로                 | 우                     | 우                     |
| 내야수                 | 13                     | J. 오수나                       | 우                     | 우                     |
| 내야수                 | 39                     | 미야모토 다케시                 | 우                     | 좌                     |
| 내야수                 | 46                     | 오타 겐고                       | 우                     | 좌                     |
| 내야수                 | 55                     | 무라카미 무네타카               | 우                     | 좌                     |
| 내야수                 | 58                     | 나가오카 히데키                 | 우                     | 좌                     |
| 내야수                 | 66                     | 요시다 다이세이                 | 우                     | 좌                     |
| 외야수                 | 0                      | 나미키 히데타카                 | 우                     | 우                     |
| 외야수                 | 9                      | 시오미 야스타카                 | 우                     | 우                     |
| 외야수                 | 23                     | 아오키 노리치카                 | 우                     | 좌                     |
| 외야수                 | 25                     | D. 산타나                       | 우                     | 우                     |
| 외야수                 | 31                     | 야마사키 고타로                 | 좌                     | 좌                     |
| 외야수                 | 42                     | 사카구치 도모타카               | 우                     | 좌                     |
| 외야수                 | 49                     | 와타나베 다이키                 | 우                     | 우                     |

## 경기 기록
| 일시                                          | 경기   | 원정팀(선공)           | 스코어 | 홈팀(후공)             | 개최 구장          | 개시 시각 | 경기 시간  | 관중수   |
| --------------------------------------------- | ------ | ---------------------- | ------ | ---------------------- | ------------------ | --------- | ---------- | -------- |
| 11월 20일(토)                                 | 1차전  | 도쿄 야쿠르트 스왈로스 | 3 - 4  | 오릭스 버펄로스        | 교세라 돔 오사카   | 18시 05분 | 3시간 46분 | 19,297명 |
| 11월 21일(일)                                 | 2차전  | 도쿄 야쿠르트 스왈로스 | 2 - 0  | 오릭스 버펄로스        | 교세라 돔 오사카   | 18시 04분 | 2시간 56분 | 17,075명 |
| 11월 22일(월)                                 | 이동일 | 이동일                 | 이동일 | 이동일                 | 이동일             | 이동일    | 이동일     | 이동일   |
| 11월 23일(화)                                 | 3차전  | 오릭스 버펄로스        | 4 - 5  | 도쿄 야쿠르트 스왈로스 | 도쿄 돔            | 18시 05분 | 3시간 45분 | 24,565명 |
| 11월 24일(수)                                 | 4차전  | 오릭스 버펄로스        | 1 - 2  | 도쿄 야쿠르트 스왈로스 | 도쿄 돔            | 18시 05분 | 2시간 50분 | 20,617명 |
| 11월 25일(목)                                 | 5차전  | 오릭스 버펄로스        | 6 - 5  | 도쿄 야쿠르트 스왈로스 | 도쿄 돔            | 18시 04분 | 3시간 16분 | 20,580명 |
| 11월 26일(금)                                 | 이동일 | 이동일                 | 이동일 | 이동일                 | 이동일             | 이동일    | 이동일     | 이동일   |
| 11월 27일(토)                                 | 6차전  | 도쿄 야쿠르트 스왈로스 | 2 - 1  | 오릭스 버펄로스        | 홋토못토 필드 고베 | 18시 05분 | 5시간      | 15,239명 |
| 우승: 도쿄 야쿠르트 스왈로스(20년 만에 6번째) |        |                        |        |                        |                    |           |            |          |

## 일본 시리즈 경기 결과

### 1차전
- 11월 20일 - 교세라 돔 오사카

| 팀 | 1 | 2 | 3 | 4 | 5 | 6 | 7 | 8 | 9  | R | H  | E |
| 야쿠르트 | 0 | 0 | 0 | 0 | 0 | 1 | 0 | 2 | 0  | 3 | 9  | 0 |
| 오릭스 | 0 | 0 | 0 | 0 | 0 | 0 | 1 | 0 | 3X | 4 | 10 | 1 |
| 승리 투수: 히가 모토키(1-0) 패전 투수: 스콧 맥고프(0-1) 홈런: 야쿠르트 – 무라카미 무네타카(8회 2점) 오릭스 – 스티븐 모야(7회 1점) |   |   |   |   |   |   |   |   |    |   |    |   |

#### 타순
| 야쿠르트 | 야쿠르트 | 야쿠르트          | 야쿠르트 | 야쿠르트 | 야쿠르트 | 야쿠르트 | 야쿠르트 | 야쿠르트 | 야쿠르트 | 야쿠르트 |
| 타 순    | 수 비    | 선 수             | 타 석    | 득 점    | 안 타    | 타 점    | 도 루    | 희 생 타 | 4 사 구  | 삼 진    |
| -------- | -------- | ----------------- | -------- | -------- | -------- | -------- | -------- | -------- | -------- | -------- |
| 1        | (중)     | 시오미 야스타카   | 5        | 0        | 1        | 0        | 0        | 0        | 0        | 1        |
| 2        | (좌)     | 아오키 노리치카   | 5        | 0        | 1        | 0        | 0        | 0        | 0        | 2        |
|          | 우       | 와타나베 다이키   | 0        | 0        | 0        | 0        | 0        | 0        | 0        | 0        |
| 3        | (二)     | 야마다 데쓰토     | 4        | 2        | 1        | 0        | 0        | 0        | 1        | 2        |
| 4        | (三)     | 무라카미 무네타카 | 4        | 1        | 2        | 2        | 0        | 0        | 0        | 0        |
| 5        | (지)     | D. 산타나         | 3        | 0        | 0        | 0        | 0        | 0        | 1        | 1        |
| 6        | (포)     | 나카무라 유헤이   | 4        | 0        | 2        | 1        | 0        | 0        | 0        | 2        |
| 7        | (一)     | J. 오수나         | 4        | 0        | 1        | 0        | 0        | 0        | 0        | 1        |
|          | 주一     | 아라키 다카히로   | 0        | 0        | 0        | 0        | 0        | 0        | 0        | 0        |
| 8        | (우)     | 미야모토 다케시   | 1        | 0        | 0        | 0        | 0        | 0        | 0        | 1        |
|          | 타우좌   | 야마사키 고타로   | 2        | 0        | 0        | 0        | 0        | 0        | 1        | 1        |
| 9        | (유)     | 니시우라 나오미치 | 4        | 0        | 1        | 0        | 0        | 0        | 0        | 2        |

| 오릭스 | 오릭스 | 오릭스            | 오릭스 | 오릭스 | 오릭스 | 오릭스 | 오릭스 | 오릭스   | 오릭스  | 오릭스 |
| 타 순  | 수 비  | 선 수             | 타 석  | 득 점  | 안 타  | 타 점  | 도 루  | 희 생 타 | 4 사 구 | 삼 진  |
| ------ | ------ | ----------------- | ------ | ------ | ------ | ------ | ------ | -------- | ------- | ------ |
| 1      | (중)   | 후쿠다 슈헤이     | 4      | 1      | 1      | 0      | 0      | 1        | 0       | 0      |
| 2      | (三)   | 무네 유마         | 4      | 0      | 2      | 2      | 0      | 0        | 1       | 0      |
| 3      | (지)   | 요시다 마사타카   | 5      | 0      | 1      | 1      | 0      | 0        | 0       | 0      |
| 4      | (우)   | 스기모토 유타로   | 4      | 0      | 0      | 0      | 0      | 0        | 0       | 3      |
| 5      | (一)   | T-오카다          | 4      | 0      | 1      | 0      | 0      | 0        | 0       | 1      |
| 6      | (二)   | 아다치 료이치     | 3      | 0      | 1      | 0      | 0      | 0        | 1       | 0      |
| 7      | (좌)   | R. 라벨로         | 3      | 0      | 0      | 0      | 0      | 0        | 1       | 1      |
| 8      | (유)   | 구레바야시 고타로 | 4      | 1      | 2      | 0      | 0      | 0        | 0       | 0      |
| 9      | (포)   | 와카쓰키 겐야     | 2      | 0      | 1      | 0      | 0      | 0        | 0       | 0      |
|        | 타     | S. 모야           | 1      | 1      | 1      | 1      | 0      | 0        | 0       | 0      |
|        | 포     | 후시미 도라이     | 0      | 0      | 0      | 0      | 0      | 0        | 0       | 0      |
|        | 타     | A. 존스           | 0      | 0      | 0      | 0      | 0      | 0        | 1       | 0      |
|        | 주     | 사노 고다이       | 0      | 1      | 0      | 0      | 0      | 0        | 0       | 0      |

#### 투수
| 야쿠르트 | 야쿠르트          | 야쿠르트 | 야쿠르트 | 야쿠르트 | 야쿠르트 | 야쿠르트 | 야쿠르트 | 야쿠르트 | 야쿠르트 | 야쿠르트 |
| 선 수    | 선 수             | 타 자    | 이 닝    | 피 안 타 | 피 홈 런 | 볼 넷    | 몸 맞    | 탈 삼 진 | 실 점    | 자 책 점 |
| -------- | ----------------- | -------- | -------- | -------- | -------- | -------- | -------- | -------- | -------- | -------- |
|          | 오쿠가와 야스노부 | 29       | 7.0      | 6        | 1        | 2        | 0        | 3        | 1        | 1        |
| H        | 시미즈 노보루     | 5        | 1.0      | 1        | 0        | 1        | 0        | 2        | 0        | 0        |
| 패       | S. 맥고프         | 5        | 0.0      | 3        | 0        | 1        | 0        | 0        | 3        | 3        |

| 오릭스 | 오릭스            | 오릭스 | 오릭스 | 오릭스   | 오릭스   | 오릭스 | 오릭스 | 오릭스   | 오릭스 | 오릭스   |
| 선 수  | 선 수             | 타 자  | 이 닝  | 피 안 타 | 피 홈 런 | 볼 넷  | 몸 맞  | 탈 삼 진 | 실 점  | 자 책 점 |
| ------ | ----------------- | ------ | ------ | -------- | -------- | ------ | ------ | -------- | ------ | -------- |
|        | 야마모토 요시노부 | 25     | 6.0    | 5        | 0        | 2      | 0      | 9        | 1      | 1        |
|        | 요시다 료         | 4      | 1.0    | 1        | 0        | 0      | 0      | 2        | 0      | 0        |
|        | T. 히긴스         | 7      | 1.0    | 3        | 1        | 1      | 0      | 2        | 2      | 2        |
| 승     | 히가 모토키       | 3      | 1.0    | 0        | 0        | 0      | 0      | 2        | 0      | 0        |

### 2차전
- 11월 21일 - 교세라 돔 오사카

| 팀                                                            | 1 | 2 | 3 | 4 | 5 | 6 | 7 | 8 | 9 | R | H | E |
| 야쿠르트                                                      | 0 | 0 | 0 | 0 | 0 | 0 | 0 | 1 | 1 | 2 | 6 | 0 |
| 오릭스                                                        | 0 | 0 | 0 | 0 | 0 | 0 | 0 | 0 | 0 | 0 | 5 | 1 |
| 승리 투수: 다카하시 게이지(1-0) 패전 투수: 미야기 히로야(0-1) |   |   |   |   |   |   |   |   |   |   |   |   |

#### 타순
| 야쿠르트 | 야쿠르트 | 야쿠르트          | 야쿠르트 | 야쿠르트 | 야쿠르트 | 야쿠르트 | 야쿠르트 | 야쿠르트 | 야쿠르트 | 야쿠르트 |
| 타 순    | 수 비    | 선 수             | 타 석    | 득 점    | 안 타    | 타 점    | 도 루    | 희 생 타 | 4 사 구  | 삼 진    |
| -------- | -------- | ----------------- | -------- | -------- | -------- | -------- | -------- | -------- | -------- | -------- |
| 1        | (중)     | 시오미 야스타카   | 4        | 0        | 1        | 0        | 0        | 0        | 0        | 2        |
| 2        | (좌)     | 아오키 노리치카   | 4        | 0        | 1        | 1        | 0        | 0        | 0        | 0        |
|          | 주우     | 와타나베 다이키   | 0        | 0        | 0        | 0        | 0        | 0        | 0        | 0        |
| 3        | (二)     | 야마다 데쓰토     | 4        | 0        | 0        | 0        | 0        | 0        | 0        | 3        |
| 4        | (三)     | 무라카미 무네타카 | 4        | 0        | 1        | 0        | 0        | 0        | 0        | 0        |
| 5        | (지)     | D. 산타나         | 4        | 0        | 0        | 0        | 0        | 0        | 1        | 0        |
|          | 주지     | 모토야마 히유     | 0        | 1        | 0        | 0        | 0        | 0        | 0        | 0        |
| 6        | (포)     | 나카무라 유헤이   | 4        | 0        | 0        | 0        | 0        | 1        | 0        | 2        |
| 7        | (一)     | J. 오수나         | 4        | 0        | 1        | 0        | 0        | 0        | 0        | 1        |
|          | 주一     | 아라키 다카히로   | 0        | 0        | 0        | 0        | 0        | 0        | 0        | 0        |
| 8        | (유)     | 니시우라 나오미치 | 4        | 1        | 1        | 0        | 0        | 0        | 1        | 0        |
| 9        | (우)     | 사카구치 도모타카 | 3        | 0        | 1        | 0        | 0        | 0        | 0        | 0        |
|          | 좌       | 야마사키 고타로   | 0        | 0        | 0        | 0        | 0        | 0        | 0        | 0        |

| 오릭스 | 오릭스 | 오릭스            | 오릭스 | 오릭스 | 오릭스 | 오릭스 | 오릭스 | 오릭스   | 오릭스  | 오릭스 |
| 타 순  | 수 비  | 선 수             | 타 석  | 득 점  | 안 타  | 타 점  | 도 루  | 희 생 타 | 4 사 구 | 삼 진  |
| ------ | ------ | ----------------- | ------ | ------ | ------ | ------ | ------ | -------- | ------- | ------ |
| 1      | (중)   | 후쿠다 슈헤이     | 4      | 0      | 0      | 0      | 0      | 0        | 0       | 0      |
| 2      | (三)   | 무네 유마         | 4      | 0      | 1      | 0      | 0      | 0        | 0       | 1      |
| 3      | (지)   | 요시다 마사타카   | 4      | 0      | 0      | 0      | 0      | 0        | 0       | 1      |
| 4      | (우)   | 스기모토 유타로   | 4      | 0      | 2      | 0      | 0      | 0        | 0       | 0      |
| 5      | (좌)   | R. 라벨로         | 3      | 0      | 0      | 0      | 0      | 0        | 0       | 0      |
|        | 좌     | 오다 유야         | 0      | 0      | 0      | 0      | 0      | 0        | 0       | 0      |
|        | 타     | A. 존스           | 1      | 0      | 0      | 0      | 0      | 0        | 0       | 1      |
| 6      | (一)   | S. 모야           | 3      | 0      | 1      | 0      | 0      | 0        | 0       | 1      |
| 7      | (유)   | 구레바야시 고타로 | 3      | 0      | 1      | 0      | 0      | 0        | 1       | 1      |
| 8      | (포)   | 후시미 도라이     | 3      | 0      | 0      | 0      | 0      | 1        | 0       | 0      |
| 9      | (二)   | 아다치 료이치     | 3      | 0      | 0      | 0      | 0      | 0        | 2       | 0      |

#### 투수
| 야쿠르트 | 야쿠르트        | 야쿠르트 | 야쿠르트 | 야쿠르트 | 야쿠르트 | 야쿠르트 | 야쿠르트 | 야쿠르트 | 야쿠르트 | 야쿠르트 |
| 선 수    | 선 수           | 타 자    | 이 닝    | 피 안 타 | 피 홈 런 | 볼 넷    | 몸 맞    | 탈 삼 진 | 실 점    | 자 책 점 |
| -------- | --------------- | -------- | -------- | -------- | -------- | -------- | -------- | -------- | -------- | -------- |
| 승       | 다카하시 게이지 | 32       | 9.0      | 5        | 0        | 2        | 0        | 5        | 0        | 0        |

| 오릭스 | 오릭스        | 오릭스 | 오릭스 | 오릭스   | 오릭스   | 오릭스 | 오릭스 | 오릭스   | 오릭스 | 오릭스   |
| 선 수  | 선 수         | 타 자  | 이 닝  | 피 안 타 | 피 홈 런 | 볼 넷  | 몸 맞  | 탈 삼 진 | 실 점  | 자 책 점 |
| ------ | ------------- | ------ | ------ | -------- | -------- | ------ | ------ | -------- | ------ | -------- |
| 패     | 미야기 히로야 | 29     | 7.2    | 5        | 0        | 1      | 0      | 7        | 1      | 1        |
|        | 요시다 료     | 1      | 0.1    | 0        | 0        | 0      | 0      | 1        | 0      | 0        |
|        | C. 바르가스   | 5      | 1.0    | 1        | 0        | 1      | 0      | 0        | 1      | 0        |

### 3차전
- 11월 23일 - 도쿄 돔

| 팀 | 1 | 2 | 3 | 4 | 5 | 6 | 7 | 8 | 9 | R | H | E |
| 오릭스 | 0 | 0 | 1 | 0 | 0 | 2 | 1 | 0 | 0 | 4 | 7 | 2 |
| 야쿠르트 | 0 | 0 | 0 | 0 | 3 | 0 | 2 | 0 | X | 5 | 5 | 1 |
| 승리 투수: 이시야마 다이치(1-0) 패전 투수: 요시다 료(0-1) 세이브: 스콧 맥고프(1S) 홈런: 오릭스 – 스기모토 유타로(6회 2점) 야쿠르트 – 도밍고 산타나(7회 2점) |   |   |   |   |   |   |   |   |   |   |   |   |

#### 타순
| 오릭스 | 오릭스 | 오릭스            | 오릭스 | 오릭스 | 오릭스 | 오릭스 | 오릭스 | 오릭스   | 오릭스  | 오릭스 |
| 타 순  | 수 비  | 선 수             | 타 석  | 득 점  | 안 타  | 타 점  | 도 루  | 희 생 타 | 4 사 구 | 삼 진  |
| ------ | ------ | ----------------- | ------ | ------ | ------ | ------ | ------ | -------- | ------- | ------ |
| 1      | (중)   | 후쿠다 슈헤이     | 5      | 0      | 1      | 0      | 0      | 1        | 2       | 0      |
| 2      | (三)   | 무네 유마         | 5      | 0      | 1      | 1      | 0      | 0        | 0       | 1      |
| 3      | (좌)   | 요시다 마사타카   | 5      | 1      | 2      | 1      | 0      | 0        | 1       | 2      |
| 4      | (우)   | 스기모토 유타로   | 5      | 1      | 1      | 2      | 0      | 0        | 1       | 0      |
| 5      | (一)   | S. 모야           | 3      | 0      | 0      | 0      | 0      | 0        | 0       | 2      |
|        | 타     | A. 존스           | 1      | 0      | 0      | 0      | 0      | 0        | 0       | 1      |
|        | 투     | 요시다 료         | 0      | 0      | 0      | 0      | 0      | 0        | 0       | 0      |
|        | 투     | K-스즈키          | 0      | 0      | 0      | 0      | 0      | 0        | 0       | 0      |
| 6      | (二)   | 아다치 료이치     | 4      | 0      | 0      | 0      | 0      | 0        | 0       | 2      |
| 7      | (유)   | 구레바야시 고타로 | 4      | 1      | 1      | 0      | 0      | 0        | 0       | 0      |
| 8      | (포)   | 후시미 도라이     | 3      | 1      | 0      | 0      | 0      | 0        | 1       | 0      |
|        | 一     | T-오카다          | 1      | 0      | 0      | 0      | 0      | 0        | 0       | 0      |
| 9      | (투)   | 다지마 다이키     | 2      | 0      | 0      | 0      | 0      | 1        | 0       | 1      |
|        | 투     | 히가 모토키       | 0      | 0      | 0      | 0      | 0      | 0        | 0       | 0      |
|        | 투     | C. 바르가스       | 0      | 0      | 0      | 0      | 0      | 0        | 0       | 0      |
|        | 타포   | 와카쓰키 겐야     | 2      | 0      | 1      | 0      | 0      | 1        | 0       | 0      |
|        | 주     | 사노 고다이       | 0      | 0      | 0      | 0      | 0      | 0        | 0       | 0      |

| 야쿠르트 | 야쿠르트 | 야쿠르트          | 야쿠르트 | 야쿠르트 | 야쿠르트 | 야쿠르트 | 야쿠르트 | 야쿠르트 | 야쿠르트 | 야쿠르트 |
| 타 순    | 수 비    | 선 수             | 타 석    | 득 점    | 안 타    | 타 점    | 도 루    | 희 생 타 | 4 사 구  | 삼 진    |
| -------- | -------- | ----------------- | -------- | -------- | -------- | -------- | -------- | -------- | -------- | -------- |
| 1        | (중)     | 시오미 야스타카   | 4        | 0        | 0        | 0        | 0        | 0        | 0        | 1        |
| 2        | (좌)     | 아오키 노리치카   | 4        | 2        | 2        | 0        | 0        | 0        | 1        | 0        |
| 3        | (二)     | 야마다 데쓰토     | 4        | 0        | 0        | 0        | 0        | 0        | 0        | 0        |
| 4        | (三)     | 무라카미 무네타카 | 4        | 1        | 0        | 0        | 0        | 0        | 2        | 2        |
| 5        | (우)     | D. 산타나         | 4        | 2        | 1        | 2        | 0        | 0        | 1        | 0        |
|          | 우       | 와타나베 다이키   | 0        | 0        | 0        | 0        | 0        | 0        | 0        | 0        |
| 6        | (포)     | 나카무라 유헤이   | 4        | 0        | 1        | 2        | 0        | 0        | 0        | 1        |
| 7        | (一)     | J. 오수나         | 4        | 0        | 1        | 0        | 0        | 0        | 0        | 2        |
|          | 투       | S. 맥고프         | 0        | 0        | 0        | 0        | 0        | 0        | 0        | 0        |
| 8        | (유)     | 니시우라 나오미치 | 4        | 0        | 0        | 0        | 0        | 0        | 2        | 1        |
| 9        | (투)     | 오가와 야스히로   | 2        | 0        | 0        | 0        | 0        | 0        | 0        | 1        |
|          | 타       | 사카구치 도모타카 | 1        | 0        | 0        | 0        | 0        | 0        | 0        | 0        |
|          | 투       | A. 수아레즈       | 0        | 0        | 0        | 0        | 0        | 0        | 0        | 0        |
|          | 투       | 다구치 가즈토     | 0        | 0        | 0        | 0        | 0        | 0        | 0        | 0        |
|          | 투       | 이시야마 다이치   | 0        | 0        | 0        | 0        | 0        | 0        | 0        | 0        |
|          | 타       | 우치카와 세이이치 | 1        | 0        | 0        | 0        | 0        | 0        | 0        | 1        |
|          | 一       | 아라키 다카히로   | 0        | 0        | 0        | 0        | 0        | 0        | 0        | 0        |

#### 투수
| 오릭스 | 오릭스        | 오릭스 | 오릭스 | 오릭스   | 오릭스   | 오릭스 | 오릭스 | 오릭스   | 오릭스 | 오릭스   |
| 선 수  | 선 수         | 타 자  | 이 닝  | 피 안 타 | 피 홈 런 | 볼 넷  | 몸 맞  | 탈 삼 진 | 실 점  | 자 책 점 |
| ------ | ------------- | ------ | ------ | -------- | -------- | ------ | ------ | -------- | ------ | -------- |
|        | 다지마 다이키 | 20     | 4.1    | 2        | 0        | 3      | 1      | 3        | 1      | 1        |
| H      | 히가 모토키   | 1      | 0.1    | 0        | 0        | 0      | 0      | 0        | 0      | 0        |
|        | C. 바르가스   | 7      | 1.1    | 1        | 0        | 2      | 0      | 2        | 2      | 1        |
| 패     | 요시다 료     | 5      | 1.0    | 2        | 1        | 0      | 0      | 1        | 2      | 2        |
|        | K-스즈키      | 3      | 1.0    | 0        | 0        | 0      | 0      | 3        | 0      | 0        |

| 야쿠르트 | 야쿠르트        | 야쿠르트 | 야쿠르트 | 야쿠르트 | 야쿠르트 | 야쿠르트 | 야쿠르트 | 야쿠르트 | 야쿠르트 | 야쿠르트 |
| 선 수    | 선 수           | 타 자    | 이 닝    | 피 안 타 | 피 홈 런 | 볼 넷    | 몸 맞    | 탈 삼 진 | 실 점    | 자 책 점 |
| -------- | --------------- | -------- | -------- | -------- | -------- | -------- | -------- | -------- | -------- | -------- |
|          | 오가와 야스히로 | 25       | 6.0      | 5        | 1        | 1        | 0        | 7        | 3        | 2        |
|          | A. 수아레즈     | 3        | 0.1      | 0        | 0        | 2        | 0        | 0        | 1        | 1        |
|          | 다구치 가즈토   | 3        | 0.1      | 1        | 0        | 1        | 0        | 1        | 0        | 0        |
| 승       | 이시야마 다이치 | 4        | 1.1      | 0        | 0        | 0        | 0        | 1        | 0        | 0        |
| S        | S. 맥고프       | 5        | 1.0      | 1        | 0        | 1        | 0        | 0        | 0        | 0        |

### 4차전
- 11월 24일 - 도쿄 돔

| 팀 | 1 | 2 | 3 | 4 | 5 | 6 | 7 | 8 | 9 | R | H | E |
| 오릭스 | 0 | 0 | 0 | 0 | 0 | 1 | 0 | 0 | 0 | 1 | 6 | 0 |
| 야쿠르트 | 0 | 1 | 0 | 0 | 0 | 1 | 0 | 0 | X | 2 | 6 | 1 |
| 승리 투수: 이시카와 마사노리(1-0) 패전 투수: 마스이 히로토시(0-1) 세이브: 스콧 맥고프(2S) 홈런: 야쿠르트 – 도밍고 산타나(2회 1점) |   |   |   |   |   |   |   |   |   |   |   |   |

#### 타순
| 오릭스 | 오릭스 | 오릭스            | 오릭스 | 오릭스 | 오릭스 | 오릭스 | 오릭스 | 오릭스   | 오릭스  | 오릭스 |
| 타 순  | 수 비  | 선 수             | 타 석  | 득 점  | 안 타  | 타 점  | 도 루  | 희 생 타 | 4 사 구 | 삼 진  |
| ------ | ------ | ----------------- | ------ | ------ | ------ | ------ | ------ | -------- | ------- | ------ |
| 1      | (중)   | 후쿠다 슈헤이     | 4      | 1      | 1      | 0      | 0      | 0        | 0       | 0      |
| 2      | (三)   | 무네 유마         | 4      | 0      | 2      | 0      | 0      | 0        | 0       | 0      |
| 3      | (좌)   | 요시다 마사타카   | 4      | 0      | 1      | 0      | 0      | 0        | 0       | 1      |
|        | 주     | 오다 유야         | 0      | 0      | 0      | 0      | 0      | 0        | 0       | 0      |
| 4      | (우)   | 스기모토 유타로   | 4      | 0      | 0      | 0      | 0      | 0        | 0       | 1      |
| 5      | (一)   | T-오카다          | 4      | 0      | 1      | 0      | 0      | 0        | 1       | 1      |
| 6      | (二)   | 아다치 료이치     | 3      | 0      | 0      | 0      | 0      | 0        | 0       | 2      |
| 7      | (유)   | 구레바야시 고타로 | 3      | 0      | 0      | 0      | 0      | 0        | 0       | 1      |
| 8      | (포)   | 와카쓰키 겐야     | 2      | 0      | 0      | 0      | 0      | 0        | 0       | 1      |
|        | 타     | A. 존스           | 1      | 0      | 0      | 0      | 0      | 0        | 0       | 1      |
|        | 포     | 후시미 도라이     | 0      | 0      | 0      | 0      | 0      | 0        | 0       | 0      |
| 9      | (투)   | 야마자키 소이치로 | 1      | 0      | 0      | 0      | 0      | 0        | 0       | 0      |
|        | 타     | 오시타 세이이치로 | 1      | 0      | 0      | 0      | 0      | 0        | 0       | 0      |
|        | 투     | 마스이 히로토시   | 0      | 0      | 0      | 0      | 0      | 0        | 0       | 0      |
|        | 투     | 히가 모토키       | 0      | 0      | 0      | 0      | 0      | 0        | 0       | 0      |
|        | 투     | 도미야마 료가     | 0      | 0      | 0      | 0      | 0      | 0        | 0       | 0      |
|        | 타     | S. 모야           | 1      | 0      | 1      | 0      | 0      | 0        | 0       | 0      |
|        | 주     | 사노 고다이       | 0      | 0      | 0      | 0      | 0      | 0        | 0       | 0      |
|        | 투     | T. 히긴스         | 0      | 0      | 0      | 0      | 0      | 0        | 0       | 0      |

| 야쿠르트 | 야쿠르트 | 야쿠르트          | 야쿠르트 | 야쿠르트 | 야쿠르트 | 야쿠르트 | 야쿠르트 | 야쿠르트 | 야쿠르트 | 야쿠르트 |
| 타 순    | 수 비    | 선 수             | 타 석    | 득 점    | 안 타    | 타 점    | 도 루    | 희 생 타 | 4 사 구  | 삼 진    |
| -------- | -------- | ----------------- | -------- | -------- | -------- | -------- | -------- | -------- | -------- | -------- |
| 1        | (중)     | 시오미 야스타카   | 4        | 0        | 1        | 0        | 0        | 0        | 1        | 1        |
| 2        | (좌)     | 아오키 노리치카   | 4        | 0        | 0        | 0        | 0        | 0        | 0        | 0        |
|          | 좌       | 야마사키 고타로   | 0        | 0        | 0        | 0        | 0        | 0        | 0        | 0        |
| 3        | (二)     | 야마다 데쓰토     | 4        | 0        | 1        | 0        | 0        | 0        | 2        | 1        |
| 4        | (三)     | 무라카미 무네타카 | 4        | 0        | 0        | 0        | 0        | 0        | 0        | 0        |
| 5        | (우)     | D. 산타나         | 4        | 2        | 1        | 1        | 0        | 0        | 1        | 0        |
|          | 우       | 와타나베 다이키   | 0        | 0        | 0        | 0        | 0        | 0        | 0        | 0        |
| 6        | (포)     | 나카무라 유헤이   | 3        | 0        | 2        | 0        | 0        | 0        | 0        | 1        |
| 7        | (一)     | J. 오수나         | 3        | 0        | 1        | 1        | 0        | 0        | 0        | 1        |
| 8        | (유)     | 니시우라 나오미치 | 3        | 0        | 0        | 0        | 0        | 0        | 0        | 1        |
| 9        | (투)     | 이시카와 마사노리 | 2        | 0        | 0        | 0        | 0        | 0        | 0        | 1        |
|          | 투       | 이시야마 다이치   | 0        | 0        | 0        | 0        | 0        | 0        | 0        | 0        |
|          | 타       | 사카구치 도모타카 | 1        | 0        | 0        | 0        | 0        | 0        | 0        | 0        |
|          | 투       | 시미즈 노보루     | 0        | 0        | 0        | 0        | 0        | 0        | 0        | 0        |
|          | 투       | S. 맥고프         | 0        | 0        | 0        | 0        | 0        | 0        | 0        | 0        |

#### 투수
| 오릭스 | 오릭스            | 오릭스 | 오릭스 | 오릭스   | 오릭스   | 오릭스 | 오릭스 | 오릭스   | 오릭스 | 오릭스   |
| 선 수  | 선 수             | 타 자  | 이 닝  | 피 안 타 | 피 홈 런 | 볼 넷  | 몸 맞  | 탈 삼 진 | 실 점  | 자 책 점 |
| ------ | ----------------- | ------ | ------ | -------- | -------- | ------ | ------ | -------- | ------ | -------- |
|        | 야마자키 소이치로 | 20     | 5.0    | 4        | 1        | 2      | 0      | 5        | 1      | 1        |
| 패     | 마스이 히로토시   | 4      | 0.2    | 1        | 0        | 2      | 0      | 0        | 1      | 1        |
|        | 히가 모토키       | 2      | 0.1    | 1        | 0        | 0      | 0      | 0        | 0      | 0        |
|        | 도미야마 료가     | 3      | 1.0    | 0        | 0        | 0      | 0      | 0        | 0      | 0        |
|        | T. 히긴스         | 3      | 1.0    | 0        | 0        | 0      | 0      | 1        | 0      | 0        |

| 야쿠르트 | 야쿠르트          | 야쿠르트 | 야쿠르트 | 야쿠르트 | 야쿠르트 | 야쿠르트 | 야쿠르트 | 야쿠르트 | 야쿠르트 | 야쿠르트 |
| 선 수    | 선 수             | 타 자    | 이 닝    | 피 안 타 | 피 홈 런 | 볼 넷    | 몸 맞    | 탈 삼 진 | 실 점    | 자 책 점 |
| -------- | ----------------- | -------- | -------- | -------- | -------- | -------- | -------- | -------- | -------- | -------- |
| 승       | 이시카와 마사노리 | 21       | 6.0      | 3        | 0        | 1        | 0        | 5        | 1        | 0        |
| H        | 이시야마 다이치   | 4        | 1.0      | 1        | 0        | 0        | 0        | 2        | 0        | 0        |
| H        | 시미즈 노보루     | 3        | 1.0      | 1        | 0        | 0        | 0        | 1        | 0        | 0        |
| S        | S. 맥고프         | 4        | 1.0      | 1        | 0        | 0        | 0        | 0        | 0        | 0        |

### 5차전
- 11월 25일 - 도쿄 돔

| 팀 | 1 | 2 | 3 | 4 | 5 | 6 | 7 | 8 | 9 | R | H  | E |
| 오릭스 | 0 | 0 | 0 | 1 | 0 | 1 | 2 | 1 | 1 | 6 | 14 | 0 |
| 야쿠르트 | 0 | 1 | 0 | 1 | 0 | 0 | 0 | 3 | 0 | 5 | 7  | 1 |
| 승리 투수: 야마오카 다이스케(1-0) 패전 투수: 스콧 맥고프(0-2) 세이브: 히라노 요시히사(1S) 홈런: 오릭스 – 애덤 존스(9회 1점) 야쿠르트 – 무라카미 무네타카(4회 1점), 야마다 데쓰토(8회 3점) |   |   |   |   |   |   |   |   |   |   |    |   |

#### 타순
| 오릭스 | 오릭스 | 오릭스            | 오릭스 | 오릭스 | 오릭스 | 오릭스 | 오릭스 | 오릭스   | 오릭스  | 오릭스 |
| 타 순  | 수 비  | 선 수             | 타 석  | 득 점  | 안 타  | 타 점  | 도 루  | 희 생 타 | 4 사 구 | 삼 진  |
| ------ | ------ | ----------------- | ------ | ------ | ------ | ------ | ------ | -------- | ------- | ------ |
| 1      | (중)   | 후쿠다 슈헤이     | 5      | 0      | 1      | 0      | 0      | 0        | 0       | 0      |
| 2      | (三)   | 무네 유마         | 5      | 0      | 1      | 0      | 0      | 0        | 0       | 2      |
| 3      | (좌)   | 요시다 마사타카   | 5      | 2      | 1      | 0      | 0      | 0        | 0       | 0      |
|        | 투     | 히라노 요시히사   | 0      | 0      | 0      | 0      | 0      | 0        | 0       | 0      |
| 4      | (우)   | 스기모토 유타로   | 4      | 0      | 3      | 1      | 0      | 0        | 0       | 0      |
| 5      | (一)   | T-오카다          | 4      | 0      | 1      | 1      | 0      | 0        | 0       | 1      |
| 6      | (유)   | 구레바야시 고타로 | 4      | 2      | 2      | 0      | 0      | 0        | 0       | 0      |
| 7      | (포)   | 후시미 도라이     | 4      | 0      | 1      | 1      | 0      | 1        | 0       | 0      |
| 8      | (二)   | 오타 료           | 4      | 1      | 2      | 1      | 0      | 0        | 0       | 0      |
| 9      | (투)   | 야마사키 사치야   | 2      | 0      | 0      | 0      | 0      | 0        | 0       | 0      |
|        | 투     | 요시다 료         | 0      | 0      | 0      | 0      | 0      | 0        | 0       | 0      |
|        | 타     | S. 모야           | 1      | 0      | 1      | 1      | 0      | 0        | 0       | 0      |
|        | 투     | 도미야마 료가     | 0      | 0      | 0      | 0      | 0      | 0        | 0       | 0      |
|        | 투     | T. 히긴스         | 0      | 0      | 0      | 0      | 0      | 0        | 0       | 0      |
|        | 투     | 야마오카 다이스케 | 0      | 0      | 0      | 0      | 0      | 0        | 0       | 0      |
|        | 타     | A. 존스           | 1      | 1      | 1      | 1      | 0      | 0        | 0       | 0      |
|        | 좌     | 오다 유야         | 0      | 0      | 0      | 0      | 0      | 0        | 0       | 0      |

| 야쿠르트 | 야쿠르트 | 야쿠르트          | 야쿠르트 | 야쿠르트 | 야쿠르트 | 야쿠르트 | 야쿠르트 | 야쿠르트 | 야쿠르트 | 야쿠르트 |
| 타 순    | 수 비    | 선 수             | 타 석    | 득 점    | 안 타    | 타 점    | 도 루    | 희 생 타 | 4 사 구  | 삼 진    |
| -------- | -------- | ----------------- | -------- | -------- | -------- | -------- | -------- | -------- | -------- | -------- |
| 1        | (중)     | 시오미 야스타카   | 5        | 1        | 1        | 0        | 0        | 0        | 1        | 2        |
| 2        | (좌)     | 아오키 노리치카   | 5        | 1        | 0        | 0        | 0        | 0        | 1        | 1        |
| 3        | (二)     | 야마다 데쓰토     | 4        | 1        | 1        | 3        | 0        | 0        | 0        | 1        |
| 4        | (三)     | 무라카미 무네타카 | 4        | 1        | 2        | 1        | 0        | 0        | 0        | 0        |
| 5        | (우)     | D. 산타나         | 4        | 1        | 0        | 0        | 0        | 0        | 2        | 0        |
| 6        | (포)     | 나카무라 유헤이   | 4        | 0        | 1        | 0        | 0        | 0        | 1        | 0        |
| 7        | (一)     | J. 오수나         | 4        | 0        | 0        | 0        | 0        | 0        | 0        | 0        |
| 8        | (유)     | 니시우라 나오미치 | 4        | 0        | 2        | 0        | 0        | 0        | 1        | 1        |
|          | 주       | 야마사키 고타로   | 0        | 0        | 0        | 0        | 0        | 0        | 0        | 0        |
| 9        | (투)     | 하라 주리         | 2        | 0        | 0        | 0        | 0        | 0        | 0        | 1        |
|          | 투       | 다구치 가즈토     | 0        | 0        | 0        | 0        | 0        | 0        | 0        | 0        |
|          | 투       | 이시야마 다이치   | 0        | 0        | 0        | 0        | 0        | 0        | 0        | 0        |
|          | 투       | 곤노 류타         | 0        | 0        | 0        | 0        | 0        | 0        | 0        | 0        |
|          | 타       | 우치카와 세이이치 | 1        | 0        | 0        | 0        | 0        | 0        | 0        | 0        |
|          | 투       | 오니시 히로키     | 0        | 0        | 0        | 0        | 0        | 0        | 0        | 0        |
|          | 투       | S. 맥고프         | 0        | 0        | 0        | 0        | 0        | 0        | 0        | 0        |
|          | 타       | 가와바타 신고     | 1        | 0        | 0        | 0        | 0        | 0        | 0        | 0        |

#### 투수
| 오릭스 | 오릭스            | 오릭스 | 오릭스 | 오릭스   | 오릭스   | 오릭스 | 오릭스 | 오릭스   | 오릭스 | 오릭스   |
| 선 수  | 선 수             | 타 자  | 이 닝  | 피 안 타 | 피 홈 런 | 볼 넷  | 몸 맞  | 탈 삼 진 | 실 점  | 자 책 점 |
| ------ | ----------------- | ------ | ------ | -------- | -------- | ------ | ------ | -------- | ------ | -------- |
|        | 야마사키 사치야   | 23     | 5.2    | 5        | 1        | 2      | 0      | 5        | 2      | 2        |
| H      | 요시다 료         | 1      | 0.1    | 0        | 0        | 0      | 0      | 0        | 0      | 0        |
| H      | 도미야마 료가     | 3      | 1.0    | 1        | 0        | 0      | 0      | 0        | 0      | 0        |
|        | T. 히긴스         | 4      | 0.1    | 1        | 1        | 2      | 0      | 0        | 3      | 3        |
| 승     | 야마오카 다이스케 | 3      | 0.2    | 0        | 0        | 1      | 0      | 0        | 0      | 0        |
| S      | 히라노 요시히사   | 4      | 1.0    | 0        | 0        | 1      | 0      | 1        | 0      | 0        |

| 야쿠르트 | 야쿠르트        | 야쿠르트 | 야쿠르트 | 야쿠르트 | 야쿠르트 | 야쿠르트 | 야쿠르트 | 야쿠르트 | 야쿠르트 | 야쿠르트 |
| 선 수    | 선 수           | 타 자    | 이 닝    | 피 안 타 | 피 홈 런 | 볼 넷    | 몸 맞    | 탈 삼 진 | 실 점    | 자 책 점 |
| -------- | --------------- | -------- | -------- | -------- | -------- | -------- | -------- | -------- | -------- | -------- |
|          | 하라 주리       | 22       | 5.2      | 6        | 0        | 0        | 0        | 1        | 2        | 1        |
|          | 다구치 가즈토   | 1        | 0.1      | 1        | 0        | 0        | 0        | 0        | 0        | 0        |
|          | 이시야마 다이치 | 4        | 0.1      | 3        | 0        | 0        | 0        | 0        | 2        | 2        |
|          | 곤노 류타       | 3        | 0.2      | 1        | 0        | 0        | 0        | 0        | 0        | 0        |
|          | 오니시 히로키   | 5        | 1.0      | 2        | 0        | 0        | 0        | 1        | 1        | 1        |
| 패       | S. 맥고프       | 4        | 1.0      | 1        | 1        | 0        | 0        | 1        | 1        | 1        |

### 6차전
- 11월 27일 - 홋토못토 필드 고베(연장 12회)

| 팀                                                    | 1 | 2 | 3 | 4 | 5 | 6 | 7 | 8 | 9 | 10 | 11 | 12 | R | H  | E |
| 야쿠르트                                              | 0 | 0 | 0 | 0 | 1 | 0 | 0 | 0 | 0 | 0  | 0  | 1  | 2 | 10 | 0 |
| 오릭스                                                | 0 | 0 | 0 | 0 | 1 | 0 | 0 | 0 | 0 | 0  | 0  | 0  | 1 | 7  | 2 |
| 승리 투수: 스콧 맥고프(1-2) 패전 투수: 요시다 료(0-2) |   |   |   |   |   |   |   |   |   |    |    |    |   |    |   |

#### 타순
| 야쿠르트 | 야쿠르트 | 야쿠르트          | 야쿠르트 | 야쿠르트 | 야쿠르트 | 야쿠르트 | 야쿠르트 | 야쿠르트 | 야쿠르트 | 야쿠르트 |
| 타 순    | 수 비    | 선 수             | 타 석    | 득 점    | 안 타    | 타 점    | 도 루    | 희 생 타 | 4 사 구  | 삼 진    |
| -------- | -------- | ----------------- | -------- | -------- | -------- | -------- | -------- | -------- | -------- | -------- |
| 1        | (중)     | 시오미 야스타카   | 6        | 1        | 2        | 1        | 0        | 0        | 2        | 2        |
| 2        | (좌)     | 아오키 노리치카   | 5        | 0        | 1        | 0        | 0        | 0        | 0        | 0        |
|          | 주우     | 와타나베 다이키   | 0        | 0        | 0        | 0        | 0        | 0        | 0        | 0        |
|          | 타       | 가와바타 신고     | 1        | 0        | 1        | 1        | 0        | 0        | 0        | 0        |
|          | 주우     | 사카구치 도모타카 | 0        | 0        | 0        | 0        | 0        | 0        | 0        | 0        |
| 3        | (二)     | 야마다 데쓰토     | 6        | 0        | 1        | 0        | 0        | 0        | 0        | 1        |
| 4        | (三)     | 무라카미 무네타카 | 5        | 0        | 0        | 0        | 0        | 0        | 0        | 2        |
| 5        | (지)     | D. 산타나         | 5        | 0        | 0        | 0        | 0        | 0        | 0        | 4        |
| 6        | (포)     | 나카무라 유헤이   | 5        | 0        | 1        | 0        | 0        | 0        | 0        | 2        |
| 7        | (一)     | J. 오수나         | 5        | 1        | 3        | 0        | 0        | 0        | 0        | 0        |
|          | 一       | 아라키 다카히로   | 0        | 0        | 0        | 0        | 0        | 0        | 0        | 0        |
| 8        | (우)     | 미야모토 다케시   | 4        | 0        | 0        | 0        | 0        | 2        | 0        | 0        |
|          | 우좌     | 야마사키 고타로   | 1        | 0        | 0        | 0        | 0        | 0        | 0        | 1        |
| 9        | (유)     | 니시우라 나오미치 | 5        | 0        | 0        | 0        | 0        | 0        | 0        | 2        |

| 오릭스 | 오릭스 | 오릭스            | 오릭스 | 오릭스 | 오릭스 | 오릭스 | 오릭스 | 오릭스   | 오릭스  | 오릭스 |
| 타 순  | 수 비  | 선 수             | 타 석  | 득 점  | 안 타  | 타 점  | 도 루  | 희 생 타 | 4 사 구 | 삼 진  |
| ------ | ------ | ----------------- | ------ | ------ | ------ | ------ | ------ | -------- | ------- | ------ |
| 1      | (중)   | 후쿠다 슈헤이     | 6      | 0      | 2      | 1      | 0      | 0        | 1       | 1      |
| 2      | (三)   | 무네 유마         | 6      | 0      | 1      | 0      | 0      | 0        | 0       | 1      |
| 3      | (좌)   | 요시다 마사타카   | 5      | 0      | 1      | 0      | 0      | 0        | 0       | 2      |
| 4      | (우)   | 스기모토 유타로   | 5      | 0      | 1      | 0      | 0      | 0        | 1       | 3      |
| 5      | (一)   | T-오카다          | 5      | 0      | 0      | 0      | 0      | 0        | 0       | 1      |
| 6      | (지)   | S. 모야           | 4      | 0      | 0      | 0      | 0      | 0        | 1       | 2      |
|        | 주지   | 사노 고다이       | 0      | 0      | 0      | 0      | 0      | 0        | 0       | 0      |
|        | 타지   | 돈구 유마         | 1      | 0      | 0      | 0      | 0      | 0        | 0       | 1      |
| 7      | (유)   | 구레바야시 고타로 | 5      | 0      | 1      | 0      | 0      | 1        | 0       | 2      |
| 8      | (포)   | 와카쓰키 겐야     | 3      | 1      | 1      | 0      | 0      | 0        | 0       | 1      |
|        | 타     | 오시타 세이이치로 | 1      | 0      | 0      | 0      | 0      | 0        | 0       | 1      |
|        | 포     | 후시미 도라이     | 1      | 0      | 0      | 0      | 0      | 0        | 0       | 1      |
| 9      | (二)   | 오타 료           | 3      | 0      | 0      | 0      | 0      | 1        | 0       | 1      |
|        | 타     | A. 존스           | 1      | 0      | 0      | 0      | 0      | 0        | 1       | 0      |
|        | 주二   | 야마아시 다쓰야   | 1      | 0      | 0      | 0      | 0      | 0        | 1       | 0      |
|        | 주     | 오다 유야         | 0      | 0      | 0      | 0      | 0      | 0        | 0       | 0      |

#### 투수
| 야쿠르트 | 야쿠르트          | 야쿠르트 | 야쿠르트 | 야쿠르트 | 야쿠르트 | 야쿠르트 | 야쿠르트 | 야쿠르트 | 야쿠르트 | 야쿠르트 |
| 선 수    | 선 수             | 타 자    | 이 닝    | 피 안 타 | 피 홈 런 | 볼 넷    | 몸 맞    | 탈 삼 진 | 실 점    | 자 책 점 |
| -------- | ----------------- | -------- | -------- | -------- | -------- | -------- | -------- | -------- | -------- | -------- |
|          | 다카나시 히로토시 | 19       | 4.2      | 4        | 0        | 2        | 0        | 7        | 1        | 1        |
| H        | A. 수아레즈       | 8        | 2.1      | 1        | 0        | 0        | 0        | 2        | 0        | 0        |
| H        | 시미즈 노보루     | 10       | 2.0      | 2        | 0        | 2        | 0        | 3        | 0        | 0        |
| H        | 다구치 가즈토     | 2        | 0.2      | 0        | 0        | 0        | 0        | 1        | 0        | 0        |
| 승       | S. 맥고프         | 8        | 2.1      | 0        | 0        | 0        | 1        | 4        | 0        | 0        |

| 오릭스 | 오릭스            | 오릭스 | 오릭스 | 오릭스   | 오릭스   | 오릭스 | 오릭스 | 오릭스   | 오릭스 | 오릭스   |
| 선 수  | 선 수             | 타 자  | 이 닝  | 피 안 타 | 피 홈 런 | 볼 넷  | 몸 맞  | 탈 삼 진 | 실 점  | 자 책 점 |
| ------ | ----------------- | ------ | ------ | -------- | -------- | ------ | ------ | -------- | ------ | -------- |
|        | 야마모토 요시노부 | 35     | 9.0    | 6        | 0        | 1      | 1      | 11       | 1      | 1        |
| H      | 히라노 요시히사   | 4      | 1.0    | 1        | 0        | 0      | 0      | 1        | 0      | 0        |
| H      | 노미 아쓰시       | 1      | 0.1    | 0        | 0        | 0      | 0      | 0        | 0      | 0        |
| H      | 히가 모토키       | 3      | 0.2    | 1        | 0        | 0      | 0      | 1        | 0      | 0        |
| H      | 도미야마 료가     | 2      | 0.2    | 0        | 0        | 0      | 0      | 1        | 0      | 0        |
| 패     | 요시다 료         | 3      | 0.1    | 2        | 0        | 0      | 0      | 0        | 1      | 0        |

### 야쿠르트의 일본 시리즈 우승에 관한 기록·사항
- 야쿠르트는 20년 만에 팀 통산 6번째로 일본 시리즈 정상에 올랐다.[20]
- 센트럴 리그 구단이 일본 시리즈 정상에 오른 것은 2012년에 요미우리 자이언츠 이후 9년 만이며 레이와 시대에서는 처음이다.[21][20][21] 2013년에 도호쿠 라쿠텐 골든이글스가 일본 시리즈 정상에 오른 이후 2020년까지 이어지고 있던 퍼시픽 리그 구단의 연패 기록은 ‘8’에서 멈췄다.[주 14]
- 닛폰햄 이외의 퍼시픽 리그 구단이 탈락한 것은 2002년의 세이부 이후 19년 만이다.[주 15]
- 과거 야쿠르트와 오릭스(전신인 한큐·방계 구단인 긴테쓰를 포함)와의 맞대결에서 모두 야쿠르트가 승리했지만, 금년도 일본 시리즈에서도 야쿠르트의 승리로 끝났다.[22]
- 전년도에 후쿠오카 소프트뱅크 호크스가 일본 시리즈 우승에 의해서 퍼시픽 리그는 36승, 센트럴 리그는 35승으로 70년 만에 퍼시픽 리그가 앞서게 됐지만,[23] 야쿠르트의 일본 시리즈 우승에 힘입어 리그 전적이 36승 36패를 기록하면서 다시 동률을 이뤘다.[21] 이로써 퍼시픽 리그 대표팀에 의한 일본 시리즈 연패가 8년 만에 종지부를 찍게 됐다.
- 야쿠르트가 적지에서 일본 시리즈 우승을 결정지은 것은 1993년 세이부 라이온스 구장(현: 메트라이프 돔)에서 우승한 이후 28년 만에 역대 두 번째이다. 더 나아가 홋토못토 필드 고베에서는 1995년 1, 2차전(당시 명칭은 그린 스타디움 고베)에 이어 일본 시리즈 3전 전승을 거뒀다. 야쿠르트가 간토 지방 외의 구장에서 우승을 결정지은 것은 처음이다. 일본 시리즈 우승이 결정된 구장이 원래의 출전 팀 전용 구장 외에서의 결정은 1951년 프랜차이즈 제도가 도입된 이후 1978년의 고라쿠엔 구장[주 16], 1979년의 오사카 구장[주 17]에 이어 세 번째였는데 어느 구단의 전용 구장 외에서의 우승 결정은 그 해에 홋토못토 필드 고베가 첫 사례가 됐다.[주 18][주 19][주 20]
- 일본 시리즈가 6경기에서 우승이 결정된 것은 야쿠르트 구단 역사상 처음있는 일이다. 일본 시리즈 역대 23번째(이 중 4승 2패는 일본 시리즈 역대 21번째)이며, 4승 2패로 일본 시리즈 정상에 오른 팀이 첫 경기와 5경기째에서 패한 방식은, 1968년 요미우리(대 한큐) 이후 역대 4번째다.[주 21] 첫 경기에서 패배한 후의 역전 우승은 야쿠르트 구단 역사상, 한큐와 맞붙은 1978년 이후 두 번째로, 일본 시리즈 역대 25번째,[주 22] 센트럴 리그 대표팀으로서는 2007년의 주니치 이후 14년 만에 14번째이다. 한편 오릭스는 위에서 언급한 한큐 시절이던 1968년, 1978년 이래 구단 역사상 세 번째이며 첫 경기에서 승리한 후 일본 시리즈에서 탈락하면서[주 23] 6경기에서 승부가 결정된 일본 시리즈에서는 모두 요미우리한테서 3년 연속(1967·1968·1969년) 패한 이후 구단 역사상 네 번째인 2승 4패로 탈락했다.[주 24]
- 쇼와, 헤이세이, 레이와 등 모든 연호에서 일본 시리즈 정상에 오른 것은 소프트뱅크에 이어 두 번째 구단으로, 센트럴 리그에서는 최초이다.[21]
- ‘퍼시픽 리그 구단은 소띠해에 열리는 일본 시리즈에서 우승할 수 없고 프로 야구 최강 자리에 오를 수 없다’는 징크스가 계속 이어지게 됐다.[주 25]
- 감독 다카쓰 신고는 야쿠르트 구단 역사상 4명째로 일본 시리즈 우승 감독이 됨과 동시에 이와 관련해서는 다음과 같다.
  - 2015년의 구도 기미야스(소프트뱅크) 이래 6년 만에 22명째이며, 야쿠르트 구단에서는 1978년 히로오카 다쓰로, 2001년 와카마쓰 쓰토무 다음으로 20년 만에 3번째가 되는 일본 시리즈에 첫 출전하여 우승을 이끈 감독[21]
  - 전년도 구도 기미야스에 이어 역대 8명째(13번째), 센트럴 리그 팀 감독으로서는 1981년·1989년 후지타 모토시(요미우리), 1998년 곤도 히로시(요코하마)에 이어 역대 3명째(4번째)로 프로 야구 투수 출신의 일본 시리즈 우승 감독
  - 가네다 마사이치, 구도에 이어 역대 3번째로 ‘일본 시리즈 헹가래 투수 & 일본 시리즈 우승 감독’(동일 구단에서 경험한 것은 처음[24][주 26])
  - 전직 스왈로스 선수로는 가네다, 와카마쓰, 2008년 세이부의 와타나베 히사노부, 2016년 닛폰햄의 구리야마 히데키에 이어 역대 5번째(스왈로스를 이끈 감독으로서는 두 명째)로 일본 시리즈 우승 감독
  - 쓰루오카 가즈토(1959년·1964년 모두 난카이), 히로오카(1978년 야쿠르트, 1982년·1983년 세이부)에 이어 역대 3번째로 히로시마현 출신의 일본 시리즈 우승 감독[주 27]
  - 고바 다케시, 오치아이 히로미쓰에 이어 역대 세 번째로 도토 대학 리그 소속 대학에 재적 경험이 있는 일본 시리즈 우승 감독(같은 연맹 소속 대학인 〈아시아 대학〉 졸업생[주 28]으로서는 사상 최초[주 29][주 30])
  - 바비 밸런타인(지바 롯데 마린스, 2005년)에 이어 역대 두 번째이자 일본인으로선 최초로 MLB 선수 경험자에 의한 일본 시리즈 우승 감독
  - 전 KBO 리그, 중화 직업봉구 대연맹, 독립 리그 선수 및 전직 독립 리그 감독 경험자로서는 최초의 일본 시리즈 우승 감독
  - 프로 야구 데뷔가 헤이세이 시대 및 1990년대 이후의 선수로서 최초의 일본 시리즈 우승 감독

## 수상 선수
MVP
- 나카무라 유헤이(야쿠르트)

타율 0.318(22타수 7안타), 3타점을 기록하는 활약을 보였으며 1차전에서 선제 적시타, 3차전에서 한때 역전 2점 적시타를 날렸다. 수비에서도 전 경기 풀 이닝 출전하면서 투수진을 계속 이끌었다. 포수의 일본 시리즈 MVP는 역대 6명째(7번째)이며, 2018년의 가이 다쿠야(소프트뱅크) 이래, 센트럴 리그 포수로서의 MVP 수상은 2009년의 아베 신노스케(요미우리) 다음이며 야쿠르트로서는 1997년·2001년 후루타 아쓰야 이래 두 명째(3번째)이다.
감투상
- 야마모토 요시노부(오릭스)

1차전과 6차전에 선발 등판하여 승패는 연결되지 않았지만 6차전에서는 9이닝 동안 11탈삼진을 기록했다. 두 경기 합쳐도 삼진 20개를 잡아냈다(15이닝, 2자책점, 평균 자책점 1.20, 탈삼진률 12.00).
우수 선수상
- 다카하시 게이지(야쿠르트)

2차전에서 완봉승을 거두었다.
- 도밍고 산타나(야쿠르트)

3차전에서 역전의 발판이 되는 2점 홈런, 이어 4차전에서는 2연타석 선제 솔로 홈런을 날렸다.
- 스기모토 유타로(오릭스)

타율 0.292(24타수 7안타), 1홈런, 3타점의 활약을 보였다. 3차전에서 동점 2점 홈런을 날렸다.

## 어록
반드시 먼저 점수를 내고싶다는 마음이 있었습니다. 모두가 1회부터 어떻게든 해보자라는 마음이 강했고, 타석에서 다들 버텨내면서 다음 사람으로 이어주려는 마음이 야마모토 투수의 투구 수에도 영향을 미쳤으리라 생각합니다.— 나카무라 유헤이(야쿠르트), 1차전에서 중전 적시타를 때려냈을 때

이를 악물고 던졌습니다. 미야기 투수도 굉장한 투구를 했기 때문에 ‘내가 먼저 내려갈 순 없어!’라고 생각하면서 던졌습니다. 끈질기게 던진 결과, 아오키 선수가 적시타를 때려줬기 때문에 기어를 올려서 던질 수 있었습니다. 어제는 끝내기 안타로 져버렸고, 오늘은 만회하려는 생각으로 마운드에 올랐기 때문에 9회까지 던질 수 있어서 좋았습니다.— 다카하시 게이지(야쿠르트), 2차전 MVP로 선정된 뒤에 가진 히어로 인터뷰에서

(다카하시가)초반엔 허둥거렸지만, 지금은 잘 던질 수 있게 됐다. 오늘까지 단련해 온 성과가 나온 것이라 생각한다. 도쿄로 돌아가도 괜찮을만큼 좋은 경기를 펼치고 싶다.— 다카쓰 신고(야쿠르트 감독), 2차전 종료 후 승리 감독 인터뷰에서

초반부터 굉장히 낮은 스코어로 싸울 정도의 경기가 계속됐지만, 오늘은 일진일퇴하는 경기였고 산타나가 잘 때려주었다. 기대했던 타격을 해주었다. … 한 경기 한 경기, 주의 깊게 확실히 싸워 나가고 싶다. 우리 야구만 할 뿐이다.— 다카쓰 신고(야쿠르트 감독), 3차전 종료 후 승리 감독 인터뷰에서

엄청 기쁩니다. 어떻게든 감독님의 마음에 보답하고 싶다고 생각해서 ‘절대로 문제없다’는 생각으로 마운드에 올랐습니다. 선두 타자부터 언제 무너져도 좋다는 생각으로, 신뢰하고 있는 불펜에 연결시켜주자고 생각했습니다. 타선도 잘 때려주었고, 좋은 수비를 해주어서, 즐기면서 마운드에 오를 수 있었습니다.— 이시카와 마사노리(야쿠르트), 4차전 MVP로 선정된 뒤에 가진 히어로 인터뷰에서

(2루 주자인 요시다)마사타카가 홈으로 잘 달려주어서 기분좋게 때릴 수 있었습니다. 무조건 이겨서 고베로 돌아갈 수 있도록 열심히 하겠습니다.— T-오카다(오릭스), 5차전 6회초에서 동점 적시타를 때려냈을 때

불리한 상황인 건 변함없지만, 마지막까지 포기하지 않고 열심히 하겠습니다. 야마모토 요시노부로 (3승 3패의)동점까지 가져가고 싶다고 생각합니다.— 나카지마 사토시(오릭스 감독), 5차전 종료 후 승리 감독 인터뷰에서

작년과 재작년에 최하위로 가라앉아서 어려운 시즌이었기 때문에 (일본 시리즈 우승이란)기쁨도 몇 배로 큽니다. 응원해 주신 팬 여러분, 선수 여러분, 스태프분들에게 감사, 감사, 또 감사합니다. (내년에도)우리들은 절대로 무너지지 않을겁니다. 절대로 문제없습니다.— 다카쓰 신고(야쿠르트 감독), 우승 감독 인터뷰에서

설마 제가 (MVP로) 선택될 줄은 몰랐지만, 1년 동안 열심히 한 보답이라고 생각합니다.— 나카무라 유헤이(야쿠르트), 일본 시리즈 MVP로 선정된 후에 가진 히어로 인터뷰에서

## 기록
- 출처:[31]

### 신기록
1차전
- 한 경기 15삼진 : 야쿠르트 ※역대 최다(보회 경기를 제외)
- 최고령 구원 승리 : 히가 모토키(38세 11개월)[32]

4차전
- 40대 투수의 최다 탈삼진 : 5개(이시카와 마사노리)[33]

6차전
- 한 경기 17삼진 : 오릭스(연장 12회) ※역대 최다
- 한 경기 양팀 합계 31삼진(연장 12회) ※역대 최다
  - 연장을 제외하면 23개의 삼진 ※역대 2번째 타이 기록

일본 시리즈
- 대타로 3안타·대타로 3연타석 안타 : 스티븐 모야(1차전→4차전→5차전) ※역대 3명째 타이 기록

6경기제 일본 시리즈
- 총 관중수 : 117,373명 ※역대 최저
- 일본 시리즈 최소 도루수 : 0개(야쿠르트, 오릭스) ※역대 4, 5번째 타이 기록
- 3루수로서의 일본 시리즈 최다 실책 : 3개(무네 유마) ※역대 3명째 타이 기록

### 그 외의 기록
1차전
- 첫 타석 홈런 : 스티븐 모야(7회말에 대타로 우월 솔로) ※역대 15명째, 대타로는 역대 4명째[34], 대타 홈런은 역대 29명째(31번째)
- 끝내기 경기 : 오릭스 ※역대 40경기째
  - 2점차에서의 역전 끝내기는 역대 최대 점수차 타이 기록이며, 71년 만에 두 번째
- 매 이닝 삼진 : 야쿠르트 ※역대 9번째

2차전
- 첫 등판·첫 완봉 승리 : 다카하시 게이지(9이닝 무실점) ※역대 13명째
- 공식전에서 완봉승 경험이 없는 선수가 일본 시리즈에서의 완봉 승리 : 다카하시 게이지 ※55년 만에 2번째
  - 첫 등판에서는 사상 최초
- 양팀 모두 장타 없음 ※역대 6번째

3차전
- 형제에 의한 등판 : 앨버트 수아레즈(동생 로베르토 수아레즈도 2019년에 등판) ※역대 3번째, 외국인으로서는 최초[35]

4차전
- 40대 투수로서의 등판 : 이시카와 마사노리 ※역대 7명째[33]
- 40대 투수로서의 승리 투수 : 이시카와 마사노리 ※역대 2명째, 센트럴 리그 투수로는 사상 최초[33]
- 양팀 선발 투수 연령차가 18세 5개월(야쿠르트: 이시카와 마사노리〈41세 10개월〉, 오릭스: 야마자키 소이치로〈23세 5개월〉) ※역대 2번째 연령차[33]

5차전
- 대타 홈런 : 애덤 존스 ※역대 30명째(32번째)
- 최종 이닝에서 대타로 결승 홈런 : 애덤 존스(9회초에 대타로 좌월 솔로) ※역대 3명째[36]

6차전
- 경기 시간 : 5시간 00분 ※역대 2위의 최장 시간 경기[37], 연장 12회까지는 역대 최장
- 두 자릿수 탈삼진 : 야마모토 요시노부 ※역대 22명째, 오릭스 구단 사상 최초[38]

일본 시리즈
- 일본 시리즈 2개의 대타 홈런 : 오릭스(스티븐 모야〈1차전·7회말〉, 애덤 존스〈5차전·9회초〉) ※51년 만에 2번째[36]
  - 두 선수의 대타 홈런은 사상 최초[36]
- 일본 시리즈 20탈삼진 : 야마모토 요시노부 ※역대 12명째, 오릭스 구단 역대 2번째[38]
- 도루 시도 0개 : 도루가 기록되지 않은 것은 2014년 이후 두 번째이지만 도루 시도가 없었던 것은 사상 최초

## 시구식
- 1차전 : 오릭스 버펄로스 주니어팀[39]
- 2차전 : 요시타카 유리코(배우, 미쓰이스미토모 은행 CM 캐릭터)[39]
- 3차전 : 마나카 미쓰루(전 야쿠르트 감독)[40]
- 4차전 : 무라야마 히로시(장애인 배드민턴 선수, SMBC 그린서비스 소속)[40]
- 5차전 : (없음)
- 6차전 : (없음)

## 주해
1. ↑  팀의 전신인 한큐 브레이브스 시절의 10회를 포함한다.
2. ↑  오릭스의 금년도 일본 시리즈 출전에 의해 21세기에 들어서면서 전체 12구단이 일본 시리즈에 출전하게 됐다. 이것에 의해 12구단에서 일본 시리즈 출전권에서 가장 멀어지고 있는 구단은 세이부(2008년 이래 출전 없음)가 됐다.
3. ↑  대회 스폰서가 미쓰이스미토모 은행이 된 이후로 첫 출전이 된다(오릭스가 출전함에 따라 대회 스폰서가 미쓰이스미토모 은행이 되고 나서 출전 경험이 없는 구단은 센트럴 리그에서는 주니치, 퍼시픽 리그에서는 라쿠텐, 세이부, 지바 롯데이다).
4. ↑  전년도의 경우 퍼시픽 리그에서는 정규 시즌 1위 팀 소프트뱅크가 클라이맥스 시리즈에서 이겼지만 센트럴 리그에서는 클라이맥스 시리즈가 열리지 않아서 정규 시즌 1위 팀 요미우리가 센트럴 리그로서는 2006년 이후 14년 만에 무조건 출전했기 때문이다.
5. ↑  2년 전(2019년)에도 양팀 모두 최하위(6위)를 기록했다.
6. ↑  메이저 리그에서도 전년도 최하위 팀 끼리의 맞대결은 1991년 월드 시리즈뿐이다.
7. ↑  다이요 웨일스는 6년 연속 최하위를 기록했다.
8. ↑  그 밖에 전년도 최하위로부터의 출전은 1975년 히로시마 도요 카프, 1976년 요미우리 자이언츠였지만 위에서 언급한 2001년 긴테쓰, 2015년 야쿠르트를 포함하여 모두 일본 시리즈 패전팀이 됐다.
9. ↑  야쿠르트는 ‘한큐 브레이브스’, ‘오릭스 블루웨이브’, ‘오사카 긴테쓰 버펄로스’, ‘오릭스 버펄로스’ 모두(‘오릭스 브레이브스’에서는 출전한 적이 없었음) 일본 시리즈에서 맞붙은 최초의 구단이 됐다. 또한 ‘오릭스 버펄로스’ 이외의 3개 구단과 맞붙은 구단에는 요미우리가 해당되지만 1996년 ‘오릭스 블루웨이브’와의 일본 시리즈 맞대결에서 패했다.
10. ↑  또는 ‘야마사키’
11. ↑  2020년 도쿄 올림픽·도쿄 패럴림픽 경기장으로 사용했던 도쿄 국립경기장 인근에 위치한 관계로 올림픽 개막 전인 2021년 7월부터 패럴림픽 폐막 후인 9월까지 내빈 대기실과 자재 창고로 사용했다. 이 때문에 야쿠르트에서는 8월에 정규 시즌이 재개된 이후부터 9월에 걸쳐 센트럴 리그 공식전 6경기를 도쿄 돔에서 주최했다.
12. ↑  공교롭게도 금년도 대전 상대이자 1978년 당시 오릭스의 전신인 한큐 브레이브스였다.
13. ↑  세이부는 2008년 클라이맥스 시리즈 제2 스테이지 1차전에서 현영 오미야 구장을 사용했지만 해당 구장은 수용 인원이 일본 시리즈 개최 기준인 3만 명 이상을 충족하지 못하여 대체 구장 대상에서 제외됐다.
14. ↑  지금까지 동일 리그의 일본 시리즈 연패는 1965~1973년 센트럴 리그의 9년 연속(우승 팀은 모두 요미우리)이 최고 기록이다. 만약 금년도에 오릭스가 승리했다면 퍼시픽 리그 구단의 연패 기록이 9년이라는 타이 기록을 세웠을 것이다. 하지만 오릭스가 우승을 놓치면서 이 기록은 무산됐다.
15. ↑  이 기간 닛폰햄은 세 차례나 일본 시리즈에서 탈락했다(일본 시리즈 2회 우승했다).
16. ↑  야쿠르트가 홈구장으로 사용했고 우승도 야쿠르트가 차지했다.
17. ↑  긴테쓰가 홈구장으로 사용했는데 우승은 히로시마가 차지했다.
18. ↑  1978년 당시 고라쿠엔 구장은 요미우리와 닛폰햄, 1979년 당시 오사카 구장은 난카이의 전용 구장이었다.
19. ↑  고베는 1991~2004년과 2006년에 오릭스의 연고지였으나 2005년과 2007년 이후에는 준본거지로 취급되고 있다.
20. ↑  우승 결정으로 한정되지 않더라도 제1회 일본 시리즈로 개최된 1950년 쇼치쿠 대 마이니치전의 1차전이 메이지 진구 야구장(당시에는 기본적으로 프로 구단 사용이 인정되지 않았으며, 또한 미 점령군의 접수를 받고 있었다)에서 개최된 이래 71년 만에 전용 구장 외의 구장에서 개최하게 됐다.
21. ↑  그 밖에 1956년의 니시테쓰(대 요미우리), 1961년의 요미우리(대 난카이)였는데 그 중 홈구장에서의 일본 시리즈 우승 결정은 1968년에 요미우리뿐이다.
22. ↑  첫 경기에서 무승부 이후 2차전 패전을 포함하면 27번째(1986년의 세이부, 2018년의 소프트뱅크)이다.
23. ↑  참고: 긴테쓰는 야쿠르트와 맞붙은 2001년을 제외하고 1979년, 1980년, 1989년 세 차례 모두 첫 승리를 거둔 후 일본 시리즈에서 탈락하는 불명예를 안았다.
24. ↑  한큐/오릭스의 6경기에서의 우승은 1975년(대 히로시마)에 4승 2무의 성적을 기록했다(참고: 긴테쓰는 6경기에서 종료한 일본 시리즈는 없음).
25. ↑  지금까지는 1961년 요미우리, 1973년 요미우리, 1985년 한신, 1997년 야쿠르트, 2009년 요미우리가 우승을 차지했다.
26. ↑  가네다는 요미우리 투수→롯데 감독, 구도는 세이부 투수→소프트뱅크 감독으로 모두 다른 구단에서의 기록이다.[24]
27. ↑  히로시마현 출신 감독의 일본 시리즈 출전은 노닌 와타루(롯데), 야마모토 고지(히로시마), 이하라 하루키(세이부)에 이어 6번째이다.
28. ↑  고바는 센슈 대학을, 오치아이는 도요 대학을 모두 1년 만에 중퇴했다.
29. ↑  도토 대학 리그 출신의 감독으로는 그 외에 2014년 한신의 와다 유타카, 2015년 야쿠르트의 마나카 미쓰루(모두 니혼 대학 졸업생) 등이 일본 시리즈를 지휘했지만, 모두 소프트뱅크에게 패하고야 말았다.
30. ↑  도쿄 6대학 외의 수도권 리그 소속 대학의 졸업생으로는 그 밖에 2002년·2009년·2012년의 요미우리 감독 하라 다쓰노리(도카이 대학 / 수도 대학 리그)와 2016년의 닛폰햄 감독 구리야마 히데키(도쿄 가쿠게이 대학 / 도쿄 신대학 리그)가 일본 시리즈 우승을 이끌었다.
31. ↑  더욱이 산타나가 일본 시리즈에서 기록한 안타는 이 홈런이 2개뿐이어서 무안타였기 때문에 타율은 0.105에 불과했다.

## 같이 보기
- 2021년 센트럴 리그 클라이맥스 시리즈
- 2021년 퍼시픽 리그 클라이맥스 시리즈
- 1978년 일본 시리즈
- 1995년 일본 시리즈
- 2022년 일본 시리즈